# Magnum (Fernsehserie)/Episodenliste
Diese Episodenliste enthält alle Episoden der US-amerikanischen Krimi-Fernsehserie Magnum sortiert nach der US-amerikanischen Erstausstrahlung. Die Serie umfasst acht Staffeln mit 162 Episoden. Die Erstausstrahlung wurde vom 11. Dezember 1980 bis zum 1. Mai 1988 auf dem US-amerikanischen Sender CBS gesendet. Das Erste Deutsche Fernsehen strahlte Magnum zwischen 1984 und 1991 in unregelmäßigen Abständen und nicht-chronologischer Reihenfolge, in oftmals stark geschnittenen Episoden aus. Die österreichische Premiere der Serie erfolgte am 5. Januar 1985 mit der Ausstrahlung des Pilotfilms durch den ORF. Zum ersten Mal vollständig war Magnum in einer deutschsprachigen Ausstrahlung zwischen dem 30. Mai 1996 und dem 23. Februar 1999 auf RTL zu sehen.

## Staffel 1
Die Erstausstrahlung der ersten Staffel war vom 11. Dezember 1980 bis zum 16. April 1981 auf dem US-amerikanischen Sender CBS zu sehen. Die deutschsprachige Erstausstrahlung sendete das Deutsche Fernsehen vom 18. Juni bis zum 9. Juli 1984. Eine weitere deutschsprachige Ausstrahlung – allerdings mit alternativen deutschen Episodentiteln – sendete der deutsche Sender RTL vom 30. Mai bis zum 12. September 1996.
| Nr. (ges.) | Nr. (St.) | Deutscher Titel                 | Originaltitel                                   | Erstausstrahlung USA | Deutschsprachige Erstausstrahlung (D) |
| --- | --------- | ------------------------------- | ----------------------------------------------- | -------------------- | ------------------------------------- |
| 1 | 1         | Der heiße Schnee auf Hawaii (1) | Don’t Eat the Snow in Hawaii                    | 11. Dez. 1980        | 18. Juni 1984                         |
| Magnum wird als Sicherheitschef von Robin Masters Anwesen auf Oʻahu engagiert. Seine erste Aufgabe ist es, die Sicherheitseinrichtungen in einem Testlauf zu überwinden und zu versuchen, „unbefugt“ einzudringen. Außerdem muss er die Unschuld eines alten Navy-Kameraden beweisen, dessen Leiche gefunden wird. Angeblich soll er vor seinem Tod in eine Kokain-Affäre verwickelt gewesen sein. Anmerkungen: In dieser ersten Episode ist der Teamring zu sehen, den die Kriegskameraden Magnum, Rick und T.C. tragen. Das darauf abgebildete Lothringer Kreuz findet im Titelvorspann Verwendung. Alternativtitel (RTL): Wer braucht schon Schnee auf Hawaii? (1) (30. Mai 1996) |           |                                 |                                                 |                      |                                       |
| 2 | 2         | Der heiße Schnee auf Hawaii (2) | Don’t Eat the Snow in Hawaii (Part II)          | 11. Dez. 1980        | 18. Juni 1984                         |
| Das Rätsel um Magnums ehemaligen Kriegskameraden Dan Cook, der mit einigen geplatzten Kokainbeuteln im Magen tot aufgefunden wurde, wird immer mysteriöser. Nicht nur Magnum und seine Freunde T.C. und Rick sind von seiner Unschuld überzeugt, auch Cooks Schwester Alice schwört, dass ihr Bruder niemals etwas mit Drogen zu tun hatte. Zusammen machen sie sich auf die Suche nach Beweisen für Dans Unschuld und stoßen dabei bald auf Indizien, die vermuten lassen, dass der ehemalige Offizier das Opfer eines Mordkomplotts wurde. Alternativtitel (RTL): Wer braucht schon Schnee auf Hawaii? (2) (30. Mai 1996) |           |                                 |                                                 |                      |                                       |
| 3 | 3         | Das chinesische Abenteuer       | China Doll                                      | 18. Dez. 1980        | 25. Juni 1984                         |
| Magnum wird von einer jungen Chinesin beauftragt, die Übergabe einer wertvollen chinesischen Vase aus der Song-Dynastie an einen Käufer dieser chinesischen Antiquität zu begleiten. Als die Chinesin schließlich entführt wird und gegen die Vase ausgetauscht werden soll, zeigt sich, dass hinter diesem Geschäft mehr steckt als eine bloße Kunsttransaktion. Alternativtitel (RTL): Der Fluch des letzten Kaisers (13. Juni 1996) |           |                                 |                                                 |                      |                                       |
| 4 | 4         | Wie klaut man einen Gauguin?    | Thank Heaven for Little Girls and Big Ones, Too | 25. Dez. 1980        | 10. Feb. 1991                         |
| Magnum wird von fünf Schulmädchen angeheuert, um nach deren vermissten Lehrerin zu suchen. In Wirklichkeit geht es in diesem Zusammenhang um ein 2 Millionen D-Mark teures Gemälde, das sich in Robin Masters Haus befindet. Alternativtitel (RTL): Große und kleine Mädchen (2. Juni 1996) |           |                                 |                                                 |                      |                                       |
| 5 | 5         | keine ARD-Ausstrahlung          | No Need to Know                                 | 8. Jan. 1981         | 27. Juni 1996                         |
| Dem Brigadier General Allistar Folkes gelingt es, einige der IRA nahestehenden Terroristen dingfest zu machen. Um ihn vor einem Vergeltungsschlag zu schützen, wird er auf Robin Masters Anwesen untergebracht, wo Magnum die Aufgabe zufällt, den Militär zu schützen. Anmerkungen: In dieser Episode, die nicht von der ARD ausgestrahlt wurde, taucht Richard Johnson zum ersten Mal in der wiederkehrenden Rolle des britischen Armeebrigadirs Allistar Folkes auf. Zum zweiten Mal ist Johnson in dieser Rolle in der Episode Faith And Begorrah am Ende der dritten Staffel zu sehen, bei der es ebenfalls um den nordirischen Konflikt geht. Alternativtitel (RTL): Bombengrüße aus Ulster (27. Juni 1996) |           |                                 |                                                 |                      |                                       |
| 6 | 6         | Tod auf Probe                   | Skin Deep                                       | 15. Jan. 1981        | 22. Jan. 1985                         |
| Hat die erfolgreiche Schauspielerin Erin Wolfe tatsächlich Selbstmord begangen? Für die Polizei, die Wolfe mit starken Gesichtsverletzungen, verursacht durch einen Schrotflintenschuss, in ihrem Haus tot auffindet, ist der Fall klar – auch wenn die Identifizierung aufgrund der Schwere der Verletzung nicht eindeutig möglich ist. Ihr Entdecker und Ex-Liebhaber David Norman will das jedoch nicht glauben und bittet Magnum um Mithilfe. Der stellt schnell fest, dass es in diesem Fall eine Menge Ungereimtheiten gibt. Anmerkungen: Der Schauspieler Ian McShane ist hier als Bösewicht zu sehen, eine Rolle, die er im weiteren Verlauf seiner Karriere in Filmen wie Sexy Beast, Die Säulen der Erde oder Pirates of the Caribbean – Fremde Gezeiten immer wieder einnahm. Alternativtitel (RTL): Der gespielte Tod (4. Juli 1996) |           |                                 |                                                 |                      |                                       |
| 7 | 7         | Verfolgt                        | Never Again… Never Again                        | 22. Jan. 1981        | 19. Mai 1991                          |
| Das Ehepaar Greenberg betreibt ein kleines Geschäft auf Hawaii und führt ein unauffälliges Leben. Urplötzlich jedoch beschließen beide, ihre Existenz aufzulösen und eine größere Reise anzutreten. Kommt Magnum dieser Umstand schon sehr seltsam vor, schrillen bei ihm alle Alarmglocken, als Saul Greenberg ins Krankenhaus eingeliefert wird, dort jedoch nie ankommt. Magnum bringt daraufhin Lena Greenberg zu ihrer eigenen Sicherheit auf Robin Masters' Anwesen und beginnt in der Sache zu recherchieren. Schon bald stößt er auf Verbindungen zu Alt-Nazis, doch die Rolle der Greenbergs wird dabei zunehmend undurchsichtiger. Anmerkungen: Robert Loggia, der bereits seit Jahrzehnten zu Hollywoods gefragtesten Film- (Die Ehre der Prizzis, Independence Day) und Serienschauspielern (Drei Engel für Charlie, Die Sopranos) zählt, inszenierte mit dieser Episode eine von zwei Magnum-Folgen als Regisseur. Alternativtitel (RTL): Abrechnung mit der Vergangenheit (11. Juli 1996) |           |                                 |                                                 |                      |                                       |
| 8 | 8         | Der Hund ist los                | The Ugliest Dog in Hawaii                       | 29. Jan. 1981        | 6. Jan. 1991                          |
| Higgins steht kurz vor dem Nervenzusammenbruch: Magnum hat spontan entschlossen, Sir Algernon Farnsworth Unterschlupf auf dem Anwesen zu gewähren. Nur dass es sich bei besagtem „Sir“ um einen Mischlingshund handelt, noch dazu um den hässlichsten Hund von Hawaii. Dessen Besitzerin Gloria Marston, ebenso reich wie exzentrisch, liebt ihren Vierbeiner über alles und ist demzufolge entsetzt, als der Mafia-Boss Victor DiGorgio den Hund bei einem Überfall in seine Gewalt bringen will. Was weder Magnum noch Marston wissen, ist, dass Sir Algernon eine für DiGorgio wichtige Information bei sich trägt, für die der Gangster über Leichen gehen würde. Anmerkungen: Hollywood-Star Michael Gazzo, der den Gangster DiGorgio spielt, hatte bereits vor seinem Engagement in dieser Episode einschlägige Filmerfahrung als Bösewicht, denn in seiner Rolle als Mafia-Pate in Francis Ford Coppolas Epos Der Pate war er bereits für einen Oscar als bester Nebendarsteller nominiert. Alternativtitel (RTL): Auf den Hund gekommen (18. Juli 1996) |           |                                 |                                                 |                      |                                       |
| 9 | 9         | Das Geheimnis von Delta Eins    | Missing in Action                               | 5. Feb. 1981         | 5. Feb. 1985                          |
| Magnum lernt Laura kennen, die von Visionen ihres Freundes und Liebhabers Eric geplagt wird, der seit dem Vietnamkrieg alt vermisst gilt. In ihren Visionen sieht sie Eric noch am Leben und dass er auf Hawaii zu finden sei. Sie hat aber auch dessen Tod vor Augen. Eric, der tatsächlich lebt und seit dem Krieg als Agent arbeitet, befindet sich aktuell auf Hawaii, um seinen Vorgesetzten „Delta-Eins“ zu treffen. Dieser leitet die Abteilung Delta, eine Tarnorganisation innerhalb der Navy, die laut Magnum alle Schmutzarbeiten erledigt. Es stellt sich heraus, dass der Leiter dieser Organisation Eric nur treffen will, um ihn zu töten, da er ihn für einen Doppelagenten hält. Magnum versucht nun zu verhindern, dass sich Lauras Todesvisionen bewahrheiten. Alternativtitel (RTL): Im Kampf verschollen (25. Juli 1996) |           |                                 |                                                 |                      |                                       |
| 10 | 10        | Rückkehr von den Toten          | Lest We Forget                                  | 12. Feb. 1981        | 23. Juli 1984                         |
| Am Strand nimmt Magnum ein Treffen mit dem gealterten Richter Robert Caine wahr, der ihm den Auftrag erteilt, nach seiner tot geglaubten Frau Diane zu suchen, die als junge Frau als Prostituierte in einem hawaiianischen Bordell gearbeitet hatte. Nachdem Robert Caine kürzlich zum Richter des Obersten Gerichtshofs nominiert worden war, erhielt er plötzlich ein persönliches Glückwunschtelegramm von Diane, nach 40 Jahren das erste Lebenszeichen seiner Frau. In diesem Zusammenhang lässt ein Erpresser dem hochgeachteten Richter einen Brief zukommen, in dem der unbekannte Verfasser 50.000 Dollar von Caine verlangt, hinterlegt in einer Telefonzelle. Anmerkungen: In dieser Episode ist das USS Arizona Memorial ein Schauplatz der Handlung. In der Episode Das Seemannsgrab (OT: Almost Home) findet die Handlung dort abermals statt. Die beiden Schauspielerinnen June Lockhart und Anne Lockhart, im echten Leben Mutter und Tochter, verkörpern die junge und die gealterte Diane. Daneben stellen die Schauspieler José Ferrer und Miguel Ferrer, im wirklichen Leben Vater und Sohn, den jungen und den alten Robert Caine dar. Außerdem hat der Schauspieler Scatman Crothers einen Gastauftritt als Barpianist. Alternativtitel (RTL): Von den Toten auferstanden (1. Aug. 1996) |           |                                 |                                                 |                      |                                       |
| 11 | 11        | Fluch des Kahuna                | The Curse of the King Kamehameha Club           | 19. Feb. 1981        | 16. Juli 1984                         |
| Vor laufender Kamera wird der King Kamehameha Club von einem Kahuna, einem hawaiianischen Medizinmann, verflucht. Kurz darauf häufen sich die Unglücksfälle rund um den Club – und immer ist Rick als Geschäftsführer involviert, bis dieser entnervt seinen Job quittieren will. Als Magnum den Kahuna zur Rede stellen will, kommt dieser bei seiner Flucht in einem brennenden Zuckerrohrfeld ums Leben. Eine Fernseh-Reporterin wird Zeuge dieses Vorfalls, was dem Club zusätzlich negative Schlagzeilen einbringt. Alternativtitel (RTL): Grundstücksspekulanten (8. Aug. 1996) |           |                                 |                                                 |                      |                                       |
| 12 | 12        | Dicker als Blut                 | Thicker than Blood                              | 26. Feb. 1981        | 30. Juli 1984                         |
| Joey Santino rettete im Vietnamkrieg T.C. das Leben. Deshalb zögert Magnums Kumpel auch keine Sekunde, als ihn ein Hilferuf Joeys erreicht, der mittlerweile drogenabhängig im Ausland als Deserteur lebt. T.C. fliegt ihn unter höchstem Risiko zurück nach Hawaii, wird dabei jedoch von der Küstenwache gefasst und landet im Gefängnis, während Santino die Flucht gelingt. Magnum, der gegen T.C.s Willen seinen Freund aus der Sache rausholen will, kommt bei seinen Ermittlungen einem Drogenring auf die Spur. Anmerkungen: Als Lieutenant Mac Reynolds ist in dieser Episode einmal mehr der Schauspieler Jeff MacKay zu sehen, ein Cousin Robert Redfords, der in insgesamt 20 Magnum-Episoden den leicht chaotischen, aber doch stets hilfsbereiten Lieutenant spielte. Alternativtitel (RTL): Freunde in der Not (15. Aug. 1996) |           |                                 |                                                 |                      |                                       |
| 13 | 13        | Alle Wege führen zu Floyd       | All Roads Lead to Floyd                         | 12. März 1981        | 30. Juli 1984                         |
| Für eine junge Frau namens Cindy Lewellyn aus Kansas befindet sich Magnum auf der Suche nach deren verschollenen Vater Floyd Lewellyn, der vor zehn Jahren ohne Angabe von Gründen plötzlich Frau und Tochter verließ. Über eine erhaltene Postkarte ihres Vaters von Oʻahu stellt Tochter Cindy die Vermutung auf, dass sich ihr Vater auf dieser hawaiianischen Insel aufhalten muss. Es stellt sich heraus, dass der Vater in etliche kriminelle Machenschaften und Betrügereien verwickelt ist, weshalb dubiose Gestalten aus der Unterwelt nach seinem Leben trachten. Zum Beispiel stiehlt Floyd Lewellyn Flugtickets aus einem Reisebüro, um sie einem japanischen Geschäftsmann zu verkaufen. Darum befindet sich Floyd in einem staatlichen Zeugenschutzprogramm, in dem er vor Gericht gegen ein Netzwerk der organisierten Kriminalität aussagen soll. Anmerkungen: Im Büro seines Kumpels Rick bestellt sich Thomas Magnum einen Cocktail Shirley Temple. Dabei handelt es sich um ein nichtalkoholisches fruchtiges Mischgetränk, das den Namen einer berühmten Schauspielerin trägt. Die Figur Floyd Lewellyn wird von Noah Beery junior verkörpert, bekannt aus der 70er-Jahre-Kriminalserie Detektiv Rockford – Anruf genügt. Als rüpelhafte Nebenfigur Bull ist der Schauspieler Red West zu sehen, der zudem als Leibwächter des Sängers Elvis Presley arbeitete. Alternativtitel (RTL): Das Zeugenschutzprogramm (22. Aug. 1996) |           |                                 |                                                 |                      |                                       |
| 14 | 14        | Auftrag mit Pferdefuß           | Adelaide                                        | 19. März 1981        | 13. Jan. 1991                         |
| Adelaide Malone, eine begnadete Turnierreiterin und Besitzerin eines edlen teuren Pferdes namens Norman, erhält mehrere Anrufe eines Erpressers, der eine hohe Summe Geld verlangt, ansonsten würde er das Pferd der Reiterin ermorden. Die Reiterin beauftragt Magnum, das Pferd zu bewachen und den Erpresser dingfest zu machen. Sollte das anmutige Pferd bei einem bevorstehenden Springturnier den ersten Platz belegen, würde sich der Marktwert des Tiers auf 250.000 Dollar erhöhen. Untergebracht ist das Pferd im Stall auf der Ranch von Captain Charles Cathcart, ein Onkel d Turnierreiterin Adelaide und ein Marine-Arzt im Ruhestand, der Magnum damals als Chirurg im Vietnamkrieg das Leben rettete, als der Privatdetektiv noch Soldat war. Wegen des Ausscheidens von Thomas Magnum aus der Armee ist der Onkel, ein überzeugter Anhänger des Militärwesens, nicht gut auf den Detektiv zu sprechen. Im Laufe der Ermittlungen überfallen drei schwarz vermummte Männer hoch zu Ross die Ranch, die das Pferd Norman mit einer Spritze betäuben, als Warnung, dass es der Erpresser ernst meint. Außerdem geht nachts ein Stall auf dem Turniergelände in Flammen auf. Nebenbei entwickelt sich eine Liebschaft zwischen Magnum und seiner Klientin Adelaide. Anmerkungen: In der Episode trägt Magnum eine dunkle Mütze mit der Aufschrift „VMO-2 – Đà Nẵng“. Diese Abkürzung steht für Marine Observation Squadron 2, eine Beobachtungsstaffel des United States Marine Corps, die im Zweiten Weltkrieg und im Vietnamkrieg aktiv war. Đà Nẵng ist der Name einer Großstadt an der Küste in Zentralvietnam. Dieselbe Mütze trägt auch Schauspieler Roger E. Mosley in seiner Rolle als T.C. im Vorspann der TV-Serie mit der Titelmusik von Komponist Mike Post. Alternativtitel (RTL): Stallwache (29. Aug. 1996) |           |                                 |                                                 |                      |                                       |
| 15 | 15        | Sag nicht Lebwohl               | Don’t Say Goodbye                               | 26. März 1981        | 13. Aug. 1984                         |
| Von der alten Dame Agatha Kimball fordert ein Erpresser, der brisante Informationen über deren Enkeltochter Amy Crane besitzt, telefonisch 25.000 Dollar, wenn er diese Informationen an Agatha weitergeben soll. Ohne genau zu wissen, um welche Informationen es sich handelt, schickt die gut situierte Dame, die blind ist, in einem Rollstuhl sitzt und mit ihrer Enkeltochter in einer vornehmen Villa mit Swimmingpool lebt, Privatdetektiv Magnum zum mit dem Erpresser vereinbarten Treffpunkt auf einer Aussichtsplattform über der Hanauma Bay. Als Magnum dort dem Erpresser begegnet, wird dieser hinterrücks von einem nicht sichtbaren Schützen erschossen. Außerdem passieren Agatha Kimball immer wieder mysteriöse Unfälle, zum Beispiel schiebt sie ein Unbekannter mit dem Rollstuhl in den heimischen Swimmingpool, was Agatha jedoch überlebt. Weshalb sich für Magnum die Frage stellt: Wer könnte vom Tod der reichen Dame profitieren? Bald kommt Magnum dahinter, dass die wirkliche Enkeltochter Amy Kimball, die mit Drogen versuchte, über die Trauer um ihre verstorbene Mutter hinwegzukommen, vor zwei Jahren bei einem Schwimmunfall ertrank. Eine enge Freundin von ihr namens Carol Foster, die mit dem Lebenslauf von Amy bestens vertraut ist, nahm ihre Identität an, um sich fortan als Amy Kimball (später verheiratete Amy Crane) auszugeben. Eine Erkenntnis, die den Fall nicht in Gänze auflöst. Als Magnum und Carol Foster schließlich der alten Dame Agatha Kimball die Wahrheit über Carols Herkunft offenbaren, reagiert die sehbehinderte Frau im Rollstuhl gelassen: Sie hatte bereits geahnt, dass Carol nicht ihre Enkeltochter sein kann, zum Beispiel ist ihr musikalisches Spiel auf dem Flügel im Wohnzimmer nicht so virtuos, wie es das von Amy war. Was die Großmutter jedoch nicht daran hindert, weiterhin mit Carol zusammenzuleben, die sich einander ins Herz geschlossen haben. Anmerkungen: In der Rolle der blinden Dame Agatha Kimball im Rollstuhl ist die Schauspielerin Mercedes McCambridge zu erleben, die 1973 in dem Horrorfilm Der Exorzist in der englischsprachigen Originalversion die Stimme des bösen Dämons Pazuzu sprach, der von dem Mädchen Regan Besitz ergreift. Der Schauspieler Ted Danson gibt den Ehemann Stewart Crane der vermeintlichen Enkeltochter Amy Crane. Alternativtitel (RTL): Die falsche Enkeltochter (12. Sep. 1996) |           |                                 |                                                 |                      |                                       |
| 16 | 16        | Die schwarze Orchidee           | The Black Orchid                                | 2. Apr. 1981         | 20. Jan. 1991                         |
| Um dem eigenen Alltag zu entfliehen, inszeniert Louise DeBolt Jackson, die mit einem reichen Immobilienspekulanten verheiratet ist, mit Vorliebe spannende Kriminalfälle, um diese theatralisch nachzuspielen. Mit Unterstützung ihrer Schwester Christie DeBolt. Zum Beispiel imitiert Louise einen Drogenhandel mit zwei Schauspielern, die mit einem Leichtflugzeug eingeflogen kommen. Für diese ausgefallenen Rollenspiele engagieren die beiden wohlhabenden wie gelangweilten Schwestern den Privatdetektiv Thomas Magnum. Auf diese Weise lebt Louise, die in der Kindheit den innigen Wunsch hegte, eine gefeierte Hollywood-Schauspielerin zu werden, ihre Fantasien aus. Fast immer geht es dabei um ausgedachte Kriminalfälle im Film-noir-Stil der 1940er Jahre. Als Erkennungszeichen lässt Louise dem Detektiv ein weißes Paket mit einer schwarzen Orchidee darin zukommen, was das Pseudonym der Frau darstellt. „Ich erwarte einen zweireihigen Gabardine-Anzug und einen Hut mit heruntergeschlagener Krempe. Und zweitens: Warum konnten wir uns nicht in ihrem Büro treffen? Sie wissen doch, dass Privatdetektive immer in schäbigen Häusern arbeiten und dass ihr Name auf Milchglastüren steht!“, klärt die Schauspielerin Louise DeBolt den Privatdetektiv Magnum über ihre kostüm- und kulissenbildnerischen Ansprüche auf. Unterdessen lässt Hausverwalter Higgins mithilfe einer Innenarchitektin das Gästehaus renovieren, die Wände darin in einem tropischen Fuchsienrot anstreichen und mit extravaganten Kunstwerken dekorieren, was Magnum gar nicht gefällt. In Bezug auf die aufregenden Rollenspiele mit Klientin Louise spannt Magnum seine Kumpels Rick und T.C. ein, die als Nebendarsteller zwei Ganoven verkörpern, die nachts Louise „Die schwarze Orchidee“ DeBolt Jackson und Magnum, der als heldenhafter Retter auftritt, auf der Straße überfallen. Als jedoch Louise einen echten Anschlag mit vergiftetem Kaffee überlebt, verwischt die Grenze zwischen Fantasie und brutaler Realität. Anmerkungen: In der Rolle der Schwester Christie DeBolt ist die Schauspielerin Kathryn Leigh Scott zu sehen, die als Playboy Bunny für das Männermagazin Playboy gearbeitet hat. Die Darstellerin Judith Chapman, die die schauspielsüchtige Louise verkörpert, tritt in der Magnum-Episode Saras Rückkehr (OT: The Woman on the Beach) erneut auf, als unheimliche Frau, die von den Toten wiederaufersteht, sowie in einer Doppelrolle als Sachbuchautorin. Alternativtitel (RTL): Gefährliche Spiele (12. Sep. 1996) |           |                                 |                                                 |                      |                                       |
| 17 | 17        | Vor Brünetten wird gewarnt      | J. “Digger” Doyle                               | 9. Apr. 1981         | 2. Juli 1984                          |
| Magnum will der attraktiven und sportlichen Joy Doyle, der er am Strand begegnet, imponieren und zeigt ihr Robin Masters Anwesen. Dort stellt sich heraus, dass Doyle Angestellte eines Sicherheitsunternehmens ist, das von Robin Masters beauftragt wurde, die Sicherheitseinrichtungen des Anwesens zu testen und Magnum auf diese Weise in die Falle gelockt hat. Die Sicherheitsfirma wurde eingeschaltet, weil Masters Drohungen wegen des brisanten Themas seines neuen Romans erhalten hat und in Frankreich bereits beinahe entführt worden wäre. Die Kassetten, auf die Masters sein neues Buch diktiert hat, befinden sich auf dem Anwesen, das unter der Leitung von Doyle bewacht werden soll. In dieser Situation wird Higgins von Gangstern entführt, die den Verbleib der Diktierkassetten erfahren wollen. Anmerkungen: Die Rolle der J. „Digger“ Doyle wurde von Erin Gray, die bereits aus der Science-Fiction-Serie Buck Rogers bekannt war, gespielt. Ursprünglich war geplant, aus dieser Episodenrolle ein Spin-off zu machen, was misslang. Weiterhin ist es eine der wenigen Folgen, in der Magnums Arbeitgeber Robin Masters „in persona“ auftaucht, auch wenn er nicht im Bild zu sehen ist. Alternativtitel (RTL): Robin Masters in Gefahr (19. Sep. 1996) |           |                                 |                                                 |                      |                                       |
| 18 | 18        | Schönheit kennt keine Schmerzen | Beauty Knows No Pain                            | 16. Apr. 1981        | 9. Juli 1984                          |
| Magnum wird von der Fitnesstrainerin Barbara („Babs“) Terranova (Marcia Wallace) engagiert, die verzweifelt ihren verschwundenen Verlobten, einen Spezialisten für tropische Pflanzen, sucht. Dieser wird von der Mafia verfolgt. Da Babs kaum Geld hat, um Magnums Honorar zu zahlen, bietet sie ihm an, ihn stattdessen für den Ironman Hawaii zu trainieren, was Unterstützung bei Higgins und Robin Masters findet. Magnum gelingt es, den Fall zu lösen und gleichzeitig fast den gesamten Ironman zu absolvieren. Anmerkungen: Ein Teil der Strecke des Ironman wird durch einen Teil des Diamond Head Memorial Park absolviert, der ansonsten nicht öffentlich zugänglich ist. Alternativtitel (RTL): Der verschwundene Bräutigam (12. Sep. 1996) |           |                                 |                                                 |                      |                                       |

## Staffel 2
Die 20 Episoden (plus einer Langfolge) der zweiten Staffel wurden von CBS zwischen dem 8. Oktober 1981 und dem 1. April 1982 ausgestrahlt. Die ARD strahlte 14 Episoden zwischen 20. August 1984 und 18. Juni 1985 aus. Die Langfolge Michelles Rückkehr wurde in zwei Teilen am 17. und 24. Februar 1991, die beiden Folgen Der Tod schreibt mit und Das Attentat wurden von der ARD am 3. März bzw. am 10. März 1991 erstgesendet.
| Nr. (ges.) | Nr. (St.) | Deutscher Titel                 | Originaltitel                 | Erstausstrahlung USA | Deutschsprachige Erstausstrahlung (D) |
| --- | --------- | ------------------------------- | ----------------------------- | -------------------- | ------------------------------------- |
| 19 | 1         | Der letzte Cowboy               | Billy Joe Bob                 | 8. Okt. 1981         | 20. Aug. 1984                         |
| Billy Joe Bob Little, ein ebenso hitzköpfiger wie hemdsärmeliger Texaner, kommt nach Hawaii, um nach seiner verschollenen jüngeren Schwester Carol Ann zu suchen. Schon bald entdeckt Magnum, dass Carol offenbar in die Prostitution abgedriftet sein muss und entdeckt schließlich den Polizeibericht über ihren Mord. Weitere Recherchen ergeben jedoch, dass Carol Ann die Geliebte eines örtlichen Mafiabosses war und Magnum stößt auf eine weitere Überraschung. Als Billy Joe davon erfährt, schnallt er sich seinen Revolver um und sucht den Mafiachef auf, um in Selbstjustiz seine Schwester zu rächen. Alternativtitel (RTL): Methoden wie im Wilden Westen (26. Sep. 1996) |           |                                 |                               |                      |                                       |
| 20 | 2         | Tödliche Tiefe                  | Dead Man’s Channel            | 15. Okt. 1981        | 27. Aug. 1984                         |
| Magnum wird von einer Marion Hammond engagiert, um nach den sterblichen Überresten ihres Vaters zu suchen, eines Unterwasserarchäologen, dessen Boot von der Küstenwache im Nihoa-Kanal, etwa 450 km nordwestlich von Oʻahu, verlassen aufgefunden wurde. Der Nihoa-Kanal gilt den polynesischen Ureinwohnern Hawaiis als verflucht, aber auch die wissenschaftlichen Theorien, die von Hammonds Vater als akademischen Außenseiter aufgestellt wurden, sind äußerst umstritten. Um den Fall aufzuklären, macht sich Magnum zu einem Tauchgang vor der abgelegenen Insel bereit. Anmerkungen: Diese Folge ist die zweite der Serie (nach Der Fluch des Kahuna, Staffel 1, Episode 11), die sich mit der traditionellen hawaiianischen Kultur beschäftigt. Alternativtitel (RTL): Gefahr unter Wasser (10. Okt. 1996) |           |                                 |                               |                      |                                       |
| 21 | 3         | Die Frau am Strand              | Woman on the Beach            | 22. Okt. 1981        | 22. Okt. 1984                         |
| Lisa Page recherchiert für ein Buch über die High Society Honolulus der 1940er Jahre. Dabei stößt sie auf das mysteriöse Verschwinden einer Frau aus der Familie Clifford im Jahr 1945. War es Mord? Magnum wird auf die Sache aufmerksam, nachdem er von Rick gebeten wurde, eine Frau zu suchen in die er sich bei einem nächtlichen Strandspaziergang Hals über Kopf verliebt hat. Tatsächlich stoßen Rick, T.C. und Magnum bei Grabungen auf dem verlassenen, von Gestrüpp überwucherten Anwesen der Cliffords auf menschliche Überreste. Anmerkungen: Joseph, der als Hausmeister das Anwesen der Ciffords beaufsichtigt, erzählt bei seinem Zusammentreffen mit Magnum, er würde seit 1938, seit dem Anschluss Österreichs, für die Cliffords arbeiten. Diese Anspielung kommt in der ARD-Synchronfassung aus dem Jahr 1984 nicht vor. In der englischen Originalfassung spricht Joseph die Wörter „1938“ und „Anschluss“ auf Deutsch aus. In der Doppelrolle als von den Toten wiederauferstandene Sara und als Sachbuchautorin Lisa Page ist die Schauspielerin Judith Chapman zu sehen, die in der Episode Die schwarze Orchidee (OT: The Black Orchid) bereits mitwirkte. Die Episode Saras Rückkehr (OT: The Woman on the Beach) reißt das Thema Übernatürliche Phänomene an. Alternativtitel (RTL): Saras Rückkehr (17. Okt. 1996) |           |                                 |                               |                      |                                       |
| 22 | 4         | Kalter Krieg unter heißer Sonne | From Moscow to Maui           | 29. Okt. 1981        | 24. Okt. 1996                         |
| Der sowjetische Kampfflieger Yuri Doglov landet mit seiner Maschine auf einem US-Luftwaffenstützpunkt auf Hawaii und sucht um politisches Asyl an. Ein Jahr später wendet er sich an Magnum, der ihm dabei helfen soll, seine Freundin Nina Markova, die für ein paar Tage mit einer sowjetischen Sportlerdelegation auf Hawaii gastiert, aus der strengen Aufsicht des KGB zu befreien. Anmerkung: Higgins erzählt, nach dem Krieg in Wien britischer Verbindungsoffizier zu den Sowjets gewesen zu sein und sich daher mit der marxistisch-leninistischen Theorie näher beschäftigt zu haben. Die Sowjets hätten versucht, ihn als Agenten heranzuziehen. |           |                                 |                               |                      |                                       |
| 23 | 5         | Michelles Rückkehr Teil 1       | Memories are Forever (1)      | 5. Nov. 1981         | 17. Feb. 1991                         |
| Während der Recherchen über einen Scheidungsfall sieht Magnum seine totgeglaubte Ehefrau Michelle auf einer ausfahrenden Yacht. Als Beweis bleibt ihm zunächst nur ein unscharfes Foto, das er von den an Bord befindlichen Personen machen konnte. Weitere Recherchen erhärten Magnums Verdacht. Tatsächlich ist Michelle noch am Leben und mit einem einflussreichen vietnamesischen General verheiratet. Dieser leitet Verhandlungen mit US-Militärs auf Hawaii über die Rückführung von sterblichen Überresten von amerikanischen Soldaten aus Vietnam. Magnum muss erfahren, dass seine (katholisch geschlossene) Ehe ungültig ist, da Michelles erster Ehemann, General Hue zum Zeitpunkt der Eheschließung noch am Leben war. Anmerkungen: Im Abspann dieser Langfolge ist nicht die Titelmusik zu hören, sondern das von Mike Post komponierte Stück Michelles Theme. In zwei Szenen sieht man den Führerschein von Thomas Sullivan Magnum, auf dem sein Geburtsdatum 5. Januar 1946 steht sowie Magnums Adresse 11435 18th Avenue, Honolulu, Hawaii. Alternativtitel (RTL): Schatten der Vergangenheit Teil 1 (21. Okt. 1996) |           |                                 |                               |                      |                                       |
| 24 | 6         | Michelles Rückkehr Teil 2       | Memories are Forever (2)      | 5. Nov. 1981         | 24. Feb. 1991                         |
| – Anmerkungen: – Alternativtitel (RTL): Schatten der Vergangenheit Teil 2 (7. Nov. 1996) |           |                                 |                               |                      |                                       |
| 25 | 7         | Tropischer Wahn                 | Tropical Madness              | 12. Nov. 1981        | 17. Sep. 1984                         |
| Als die ebenso vornehme wie attraktive Britin Jennifer Chapman eines Tages im King Kamehameha Club auftaucht, zeigt sie eine auffällige Abneigung Magnum gegenüber und scheint sich zu Higgins hingezogen zu fühlen. Jedoch scheint Jennifer noch etwas anderes im Schilde zu führen. Alle Hinweise, die Magnum Higgins geben will, deutet dieser als Beweis von dessen Eifersucht. Als Magnum herausbekommen will, wer Jennifer ist und was sie wirklich von Higgins will, wird er in einer berühmten Szene vor einer Tankstelle von einem Sumoringer und einem Zwerg k.o. geschlagen. Alternativtitel (RTL): Gefährliche Liebschaft (14. Nov. 1996) |           |                                 |                               |                      |                                       |
| 26 | 8         | Die Welle des Todes             | Wave Goodbye                  | 19. Nov. 1981        | 21. Nov. 1996                         |
| Surfchampion Kacy, eine gute Freundin Magnums, wird eines Morgens tot am Strand aufgefunden. Die Spur des Verbrechens führt ohne Umschweife in das Drogen- und Halbweltmilieu der Surfstrände Oʻahus. Da er sich seiner ermordeten Freundin verpflichtet fühlt, mischt sich Magnum in die Nachforschungen der Polizei ein, was unter den damit beschäftigten Beamten für starken Unmut sorgt. Schließlich gesteht ein obdachloser, am Post Vietnam Syndrome leidender Kriegsveteran den Mord. Von ihm, den alle nicht nur für schwer traumatisiert, sondern auch für verrückt halten, bekommt Magnum jedoch den entscheidenden Hinweis auf den wahren Täter. Anmerkungen: Einer der ermittelnden Polizisten wird von Vic Morrow dargestellt, der nur ein halbes Jahr nach der US-amerikanischen Erstausstrahlung dieser Episode starb. Morrow war amerikanischen Fernsehzusehern als einer der Stars aus der ABC-Serie Combat! (1962–1967) bekannt, die sich mit einer amerikanischen Armeeeinheit in Frankreich während des Zweiten Weltkrieges beschäftigte. Die Episode gibt einerseits Einblick in die Surf Culture, den damit verbundenen Lebenskünstlern auf Hawaii, andererseits aber auch in die Nachwirkungen des Vietnamkrieges, der in den 1980er Jahren in den USA von der Populärkultur aufgegriffen wurde. |           |                                 |                               |                      |                                       |
| 27 | 9         | Spiel mit dem Tod               | Mad Buck Gibson               | 26. Nov. 1981        | 28. Nov. 1996                         |
| Der Abenteurer und Schriftsteller „Mad“ Buck Gibson, ein Freund Robin Masters, hat seinen Spitznamen daher, weil er sich gerne in äußerst gefährliche und spektakuläre Situationen begibt. So springt er per Fallschirm aus einem winzigen Doppeldecker-Flugzeug über dem Strand von Oʻahu ab und verletzt dabei Higgins und sich selbst, als er vom Wind abgetrieben wird. Magnum wird von einer von Gibsons Ex-Ehefrauen beauftragt, Gibson so lange zu beschützen, bis scheidungsrechtliche Angelegenheiten geklärt sind. Ein Auftrag, der sich als gar nicht so einfach herausstellt, da Gibson alles andere als kooperativ ist. Als Gibson seine Krebsdiagnose gestellt bekommt, fasst er einen Entschluss. Anmerkungen: Spiel mit dem Tod ist eine der wenigen Episoden, die völlig ungewöhnlich für eine Krimiserie, ganz ohne Verbrechen, Gauner oder ein who-done-it-Motiv auskommt. In der Rolle des Buck Gibson ist Darren McGavin zu sehen, der 1955 im Otto-Preminiger-Film Der Mann mit dem goldenen Arm seinen schauspielerischen Durchbruch feierte und später für das Fernsehen die Detektiv-Figur Mike Hammer verkörperte. Als weiterer Gaststar ist Vera Miles zu sehen, welche Joan Gibson, Gibsons erste Ehefrau spielt. |           |                                 |                               |                      |                                       |
| 28 | 10        | Entführung hoch zwei            | The Taking of Dick McWilliams | 3. Dez. 1981         | 1. Okt. 1984                          |
| Dick McWilliams, ein ehemaliger Marinekamerad von Magnum, früher ein berüchtigter Abenteurer und Frauenheld, hat sich auf Hawaii in fortgeschrittenem Alter zur Ruhe gesetzt und Mitsu, eine weit jüngere Frau japanischer Abstammung geheiratet. Die Heirat erfolgte gegen das Einverständnis der Familie der Frau, aber Dick gelingt es, deren Shrimpszucht innerhalb von kurzer Zeit in ein äußerst profitables Unternehmen zu verwandeln. Als Dick eines Tages entführt wird und eine halbe Million Dollar Lösegeld erpresst werden, schaltet Mitsu Magnum ein. Schon bald stellt sich heraus, dass Dick die Entführung inszeniert hat, um das Lösegeld an der Steuer vorbeizuschmuggeln. Alternativtitel (RTL): Ausstieg mit Tücken (5. Dez. 1996) |           |                                 |                               |                      |                                       |
| 29 | 11        | Pas de deux mit dem Tod         | The Sixth Position            | 17. Dez. 1981        | 19. Feb. 1985                         |
| Magnum wird von Robin Masters beauftragt, Kandell Chase, eine Primaballerina, die während ihres Aufenthalts in Hawaii auf dem Anwesen Quartier bezieht, zu beschützen. Kandell ist eine besonders gefährdete Person, da seit ihrem Gastspiel Moskau, wo sie sich in einen amerikanischen Korrespondenten verliebte, bereits einige ungeklärte Attentate auf sie fehlschlugen. Kandell und Magnum, die einander zunächst wenig leiden können, kommen einander schließlich näher, wodurch Magnum von ihrer Affaire mit dem Amerikaner in Moskau erfährt. Diesen lässt er durch seinen Freund Lt. „Mac“ Reynolds beim Marinegeheimdienst überprüfen und kommt an eine Spur, die zu den Gründen für die Attentate führt. Alternativtitel (RTL): KGB im Spitzenschuh (12. Dez. 1996) |           |                                 |                               |                      |                                       |
| 30 | 12        | Der Tod schreibt mit            | Ghost Writer                  | 24. Dez. 1981        | 3. März 1991                          |
| Die Ghostwriterin Virginia Fowler bekommt von Harold W. Faber den Auftrag, seine Biografie zu schreiben. Alle Informationen über den introvertierten Erfinder bekommt sie dabei durch einen Mitarbeiter Fabers. In der Folgezeit stellt Virginia fest, dass ihre Wohnung scheinbar mehrfach durchsucht wurde. Außerdem fehlen die von Faber besprochenen Kassetten eines Diktiergerätes und auch das erste bereits geschriebene Kapitel der Biografie ist nicht mehr auffindbar. Virginia wendet sich hilfesuchend an Magnum, der sie zunächst einmal auf Robin Masters Anwesen holt. Doch damit ist die Angelegenheit nicht ausgestanden, denn auf den Detektiv wird ein Anschlag verübt. Anmerkungen: – Alternativtitel (RTL): Tote leben länger (19. Dez. 1996) |           |                                 |                               |                      |                                       |
| 31 | 13        | Das Attentat                    | Jororo Kill                   | 7. Jan. 1982         | 10. März 1991                         |
| Kate Sullivan, Kriegsreporterin und Bekannte Magnums aus gemeinsamen Tagen in Vietnam, will in ihrem Beruf wieder als herausragend anerkannt werden. Deshalb kommt sie nach Hawaii, um ein Interview mit Santos, dem Ministerpräsidenten des ansonsten weltpolitisch unbedeutenden südpazifischen Inselstaats Jororo zu führen. Allerdings verschweigt sie ihr Wissen über einen geplanten Mordanschlag einer Rebellengruppe aus Jororo auf den Ministerpräsidenten, um darüber exklusiv berichten zu können. Durch Zufall erfährt Magnum davon und kann seine Bekannte überzeugen, ihm zu helfen, den auf Santos angesetzten Mörder, einen früheren britischen, auf Cross-Dressing spezialisierten Geheimagenten zu stoppen. Anmerkungen: In einer Szene dieser Folge ist nicht nur ausführlich der gut ausgestattete Weinkeller von Robin Masters Anwesen zu sehen, es kommt auch die Zugehörigkeit Higgins zum britischen Geheimdienst MI6 zur Sprache. Higgins gibt an während seiner Zeit beim MI6 in Nordirland stationiert gewesen zu sein. Die in diesem „kleinen Verein“ aufgeflogenen Skandale seien allesamt „Sexskandale“ gewesen. Der fiktive Inselstaat Jororo kommt in Folge 5.11. (Anschlag auf den Prinzen) ein weiteres Mal in der Serie vor. Alternativtitel (RTL): Ein einfallsreicher Killer (25. Nov. 1996) |           |                                 |                               |                      |                                       |
| 32 | 14        | Der Spion im Computer           | Computer Date                 | 14. Jan. 1982        | 5. März 1985                          |
| Magnum ist mit einem Fall von Wirtschaftsspionage beschäftigt, bei dem er nicht richtig weiterkommt, als ihn James Randolph, der Chef des Aufsichtsrates bittet, seine junge und attraktive Frau Claudia zu überwachen, von der er glaubt, sie würde eine Affäre unterhalten. Tatsächlich trifft sie sich mit – Rick. In solcher Art in Befangenheit geraten sieht sich Magnum genötigt, den Fall ohne weitere Angaben von Gründen zurückzugeben. Durch Zufall erfährt Rick von der Sache, worauf er seine Freundschaft mit Magnum kündigt. Ein Einbruch in die Firma allerdings, bei dem Lt. MacReynolds (Jeff MacKay), sein „Verbindungsmann“ im Marinegeheimdienst, einen Computer hackt, bringt Magnum schließlich auf die Spur des wahren Täters. Anmerkungen: – Alternativtitel (RTL): Der Computer-Trick (26. Nov. 1996) |           |                                 |                               |                      |                                       |
| 33 | 15        | Blackout                        | Try to Remember               | 28. Jan. 1982        | 8. Okt. 1984                          |
| Einen nächtlichen Unfall mit dem Ferrari, bei dem er mit hoher Geschwindigkeit über die Klippen rast, überlebt Magnum schwer verletzt, aber ohne bleibende Schäden. An dem Fahrzeug entsteht ein Totalschaden. Magnum leidet unter einer partiellen Gedächtnisschwäche: er kann sich an den Tag an dem der Unfall geschah, nur noch an den Zeitpunkt erinnern, als er mit Klienten vom Festland beim Abendessen saß. war gerade mit einem Fall beschäftigt, bei der er die verschwundene jüngere Schwester von Wendy Gilbert, seiner Auftraggeberin, finden soll, die aber in der Unfallnacht ermordet wurde. Für die Polizei, die rasch einen Schuldigen finden soll, passt Magnum genau in das Bild des Tatverdächtigen. Anmerkungen: In dieser Episode sind Kwan Hi Lim zum ersten Mal in der Rolle des Polizeichefs Tanaka und Glenn Cannon als Arzt Doc Ibold zu sehen. Higgins führt seine Kenntnisse und Fähigkeiten auf dem Gebiet der Hypnose (siehe auch Folge 1.9. Das Geheimnis von Delta Eins) vor, mit der er Magnums Erinnerungsvermögen wiederherstellen will. Magnum gibt bei der Befragung im Krankenhaus den Vornamen seiner Mutter mit „Martha“ an, in späteren Folgen nennt er sie „Kathrine“. Er nennt außerdem den Detroit-Tigers-Star Al Kaline als sein Vorbild, auf den er sich noch in späteren Folgen immer wieder beruft. Alternativtitel (RTL): Das Geständnis (27. Nov. 1996) |           |                                 |                               |                      |                                       |
| 34 | 16        | Italienisches Eis               | Italian Ice                   | 4. Feb. 1982         | 29. Okt. 1984                         |
| Im Auftrag von Robin Masters befreit Magnum in einer Kommandoaktion Katrina Tremaine, ein junges Mädchen, aus der Villa eines sizilianischen Marquese. Diese verliebt sich in Magnum und entwickelt einen krankhaften Eifersuchtswahn auf Magnums Beziehung, die Schauspiel-Lehrerin Margo Perina. Anmerkungen: Italian Ice ist eine der wenigen Episoden der Serie, in der Magnum eine feste Freundin zur Seite gestellt wird. Diese wird von Mimi Rogers dargestellt. Alternativtitel (RTL): Wenn aus Liebe Hass wird (28. Nov. 1996) |           |                                 |                               |                      |                                       |
| 35 | 17        | Der Tod spielt mit              | One More Summer               | 11. Feb. 1982        | 5. Nov. 1984                          |
| Auf Dorsey Bramlett, ein alter Freund Magnums und leichtlebiger Starspieler der Football-Mannschaft New Jersey Blazers, wird von Unbekannten ein Mordanschlag verübt, bei dem er mit dem Schrecken davonkommt. Um das Attentat aufzuklären, wird Magnum als Spieler in die Mannschaft eingeschleust, die nach Hawaii gekommen ist, um in einem Camp zu trainieren. Als sich ein geistig verwirrter Heckenschütze mit Zielfernrohr in das Stadion schleicht und versucht, Dorsey zu töten, kann er von einem Wachmann in letzter Sekunde daran gehindert werden, indem der Wachmann den Attentäter niederschießt, der daraufhin von der Tribüne stürzt. Damit ist der Kriminalfall um Dorsey Bramlett jedoch nur zur Hälfte aufgeklärt. Anmerkungen: In dieser Episode ist eine ganz besondere Kamerakranfahrt zu sehen, die einen Blick auf fast die gesamte Anlage des Anwesens von Robin Masters erlaubt. Das Aloha Stadium ist ein Schauplatz der Handlung. Der Footballspieler Dorsey spricht seinen Kumpel Thomas Magnum mehrmals mit der Bezeichnung „hoss“ an. In der englischen Umgangssprache verwendet man diesen Begriff für einen großen starken Mann. In der Rolle des rüden bulligen Footballspielers Clyde Sromosky mit der Spielernummer 68 ist der Schauspieler Gus Rethwisch zu erleben, der in dem Arnold-Schwarzenegger-Actionfilm Running Man von 1987 den Kettensäge schwingenden Gladiator Buzzsaw verkörpert. Als Schiedsrichter Clarence, den alle Dumbo als Spitzname nennen, ist der wirkliche Footballspieler Dick Butkus zu sehen und in einer kleinen Nebenrolle der Schauspieler Pat Morita, der in dem Spielfilm Karate Kid von 1984 als Karatemeister Mr. Miyagi große Bekanntheit erlangte. Alternativtitel (RTL): Ein Mann für alle Feinde (29. Nov. 1996) |           |                                 |                               |                      |                                       |
| 36 | 18        | Das As im Ärmel                 | Texas Lightning               | 18. Feb. 1982        | 15. Nov. 1984                         |
| Magnum wird von der Profi-Pokerspielerin Jeannie Lowry engagiert, um bei einem großen Pokerturnier auf einer Yacht als ihr Leibwächter zu fungieren. Da sie Magnum einen Anteil von zehn Prozent einer zu erwartenden hohen Gewinnsumme verspricht, willigt dieser ein. Doch schon bald muss er feststellen, dass alles nur Fassade war und Jeannie ihm etwas vorgespielt hat. Matt Thompson, der Besitzer der Yacht, ist nicht nur selbst begeisterter Pokerspieler, sondern auch im Besitz von geheimen Konstruktionsplänen der US-Armee, für die sich auch der KGB dringend interessiert. Alternativtitel (RTL): Agentenspiele (2. Dez. 1996) |           |                                 |                               |                      |                                       |
| 37 | 19        | Ein Double für das Opfer        | Double Jeopardy               | 25. Feb. 1982        | 3. Sep. 1984                          |
| – Anmerkungen: – Alternativtitel (RTL): Der Unschuldsengel (3. Dez. 1996) |           |                                 |                               |                      |                                       |
| 38 | 20        | Das letzte Kapitel              | The Last Page                 | 4. März 1982         | 4. Dez. 1996                          |
| – Anmerkungen: – |           |                                 |                               |                      |                                       |
| 39 | 21        | Der Mann mit Higgins Gesicht    | The Elmo Ziller Story         | 18. März 1982        | 24. Sep. 1984                         |
| – Anmerkungen: – Alternativtitel (RTL): Der doppelte Higgins (5. Dez. 1996) |           |                                 |                               |                      |                                       |
| 40 | 22        | Schönheit hat ihren Preis       | Three minus Two               | 1. Apr. 1982         | 12. Nov. 1984                         |
| – Anmerkungen: – Alternativtitel (RTL): Bikinis und blaue Bohnen (6. Dez. 1996) |           |                                 |                               |                      |                                       |

## Staffel 3
| Nr. (ges.) | Nr. (St.) | Deutscher Titel                | Originaltitel                  | Erstausstrahlung USA | Deutschsprachige Erstausstrahlung (D) |
| --- | --------- | ------------------------------ | ------------------------------ | -------------------- | ------------------------------------- |
| 41 | 1         | Eine lebende Zeitbombe (1)     | Did you see the Sunrise? (1)   | 30. Sep. 1982        | 9. Dez. 1996                          |
| Nuzo, ein ehemaliger Kriegskamerad von Magnum und T.C. kommt nach Oʻahu, um Rache an Colonel Ivan, einem brutalen sowjetischen KGB-Agenten zu nehmen, der sie während des Vietnamkrieges in einem Gefangenenlager in Nordvietnam festhielt und den er jetzt auf der Insel vermutet. T. C. will zunächst nicht recht daran glauben, dass sich Colonel Ivan auf Hawaii aufhält, kann aber von Nuzo davon überzeugt werden. Nach einem mysteriösen Bombenanschlag, bei dem der Ferrari zerstört und Magnums Freund bei der Marine, Lt. „Mac“ Reynolds ums Leben kommt, erkennt auch Magnum, dass etwas im Gange ist. Recherchen ergeben, dass Nuzo unmöglich der Kriegskamerad sein kann, für den ihn Magnum und T. C. zunächst halten. Anmerkungen: Da in dieser Folge der ursprüngliche Ferrari 308 zerstört wird, kommt in den weiteren Folgen das Nachfolgemodell, der 308 GTSi zum Einsatz. Magnum bezeichnet Stalag 17 (1953), mit William Holden in einer Schlüsselrolle, als einen seiner Lieblingsfilme. Auch in Stalag 17 geht es um ein Lager mit amerikanischen Kriegsgefangenen. |           |                                |                                |                      |                                       |
| 42 | 2         | Eine lebende Zeitbombe (2)     | Did you see the Sunrise? (2)   | 30. Sep. 1982        | 10. Dez. 1996                         |
| 43 | 3         | Götter stiehlt man nicht       | Ki-ki's don’t lie              | 7. Okt. 1982         | 10. Sep. 1984                         |
| Magnum wird beauftragt, eine wertvolle antike Statuette der ursprünglichen hawaiischen Kultur, die auf dem Anwesen für einen wohltätigen Zweck versteigert werden und auf der angeblich ein Fluch liegen soll, zu beschützen. Allerdings versuchen die Detektive A.J. und Rick Simon die Statuette für deren früheren Besitzer, der an den Fluch glaubt, zu stehlen. Anmerkungen: Die Cross-over-Episode führte in den USA zu anschließend besseren Einschaltquoten der Detektivserie Simon & Simon. Eine Fortsetzung erfährt die Geschichte innerhalb genannter Serie. Alternativtitel (RTL): Die Rache des Giftgottes (11. Dez. 1996) |           |                                |                                |                      |                                       |
| 44 | 4         | Auch Perlen haben Schatten     | The Eighth Part of the Village | 14. Okt. 1982        | 18. Juni 1985                         |
| Magnum, der aufgrund des Mottos eines Glückskeks glaubt, seinen Freunden Gefälligkeiten zu schulden, holt für Higgins eine Kiste, die mit Büchern gefüllt sein soll, vom Hafen ab. In der Kiste befinden sich allerdings keine Bücher, sondern Asani Osawa, die Tochter von Sato Osawa, eines früheren japanischen Kriegsgegners von Higgins, der jetzt ein einflussreicher Geschäftsmann ist. Aufgrund einiger Ungereimtheiten glaubt Magnum nicht an die Geschichte, die Asani erzählt. Anmerkungen: Bei einem Abendessen erzählt Higgins Osawa, dass er 1942 Teilnehmer an der Operation am Kokoda Track im späteren Papua-Neuguinea war, wo er ihren Vater kennengelernt habe. In einer Szene ist der Honolulu Zoo zu sehen. Alternativtitel (RTL): Die Doppelgängerin (12. Dez. 1996) |           |                                |                                |                      |                                       |
| 45 | 5         | Die Ausbrecher                 | Past Tense                     | 21. Okt. 1982        | 17. März 1991                         |
| Alternativtitel (RTL): Alte Waffenbrüder (13. Dez. 1996) |           |                                |                                |                      |                                       |
| 46 | 6         | Die Rache der Mau-Mau          | Black or White                 | 28. Okt. 1982        | 23. Feb. 1999                         |
| Einstige Regimentskameraden von Higgins, die mit ihm in den 1950er-Jahren bei der Niederschlagung des anti-britischen Mau-Mau-Kriegs in Kenia beteiligt waren, werden ermordet. Magnum, der ahnt, dass Higgins in großer Gefahr schwebt, stellt diesem eine Falle, indem er behauptet, das Gästehaus stehe wegen eines gefährlichen afrikanischen Virus unter vorübergehender Quarantäne. Anmerkungen: In der in London angesiedelten, mit starken Suspense-Elementen inszenierten Einleitungssequenz ist Ian McShane in einer Gastrolle zu sehen. Außerdem taucht in dieser Folge zum ersten Mal die Figur der Agatha Chumley (Gillian Dobb) auf, die in weiteren 28 Folgen der Serien zu sehen ist. Allerdings ist die Schauspielerin Gillian Dobb bereits in den vorangegangenen Episoden Der doppelte Higgins und Die Rache des Giftgottes in anderen Rollen zu sehen, etwa als Empfangsdame an der Rezeption eines Hotels. |           |                                |                                |                      |                                       |
| 47 | 7         | Rückblende                     | Flashback                      | 4. Nov. 1982         | 12. Feb. 1985                         |
| Magnum wacht aus einem tiefen Schlaf auf und findet das Anwesen völlig verändert vor: Im Schrank hängt nur Kleidung im Stil der 1930er-Jahre und statt des Ferrari steht ein Oldtimer, ein Bugatti Type 30 zur Verfügung. Glaubt er zunächst an einen aufwendig inszenierten Hoax von Higgins, muss er bald feststellen, dass sich die ganze Insel verändert hat. Er begibt sich zum Club, wo er beauftragt wird, die Unschuld eines Gewerkschaftsführers zu beweisen, der unter Mordanklage gestellt wurde. Als er dann schließlich aufwacht und merkt, dass er alles nur geträumt hatte, weil er über den Recherchen zu einem Kriminalfall aus den 1930er-Jahren eingeschlafen war, fällt ihm sogleich die passende Lösung ein. Alternativtitel (RTL): Ein Fall zum Träumen (17. Dez. 1996) |           |                                |                                |                      |                                       |
| 48 | 8         | Tödliche Klinge                | Foiled Again                   | 11. Nov. 1982        | 19. Nov. 1984                         |
| Higgins tritt bei einem Fechtturnier gegen William Troubshaw an, einen alten Schulkameraden, mit dem ihn eine jahrzehntelange Rivalität verbindet: Hat er doch einst Velma, seine große Liebe, geheiratet. Als Troubshaw dabei durch einen Stromschlag ums Leben kommt, glauben zunächst alle an einen bedauernswerten Unfall. Doch dann wird Higgins unter Mordanklage gestellt. Magnum versucht daraufhin, gegen Higgins erbitterte Widerstände, der die Hilfe des Privatdetektivs ablehnt, herauszufinden, wer sonst noch ein Motiv gehabt haben könnte. Anmerkungen: Die Rolle der Velma Troubshaw wird von der in Berlin geborenen Dana Wynter gespielt, die in Magnum bereits in der zweiten Staffel, Folge 19 (Der Unschuldsengel) zu sehen war. Higgins behauptet, von Magnum nach den Haftbedingungen im Polizeihauptquartier von Honolulu gefragt, bereits 1958 in einer zwei Quadratmeter großen und rattenverseuchten Gefängniszelle in Kalkutta inhaftiert gewesen zu sein. In der Szene, in der Magnum nachts in das Schlafzimmer von Higgins stürmt, sitzt dieser aufrecht in seinem Bett und liest das Tagebuch The Noël Coward Diaries des Schauspielers und Schriftstellers Noël Coward, das 1982 von den beiden Herausgebern Graham Payn und Sheridan Morley veröffentlicht wurde. Alternativtitel (RTL): Higgins alte Liebe (18. Dez. 1996) |           |                                |                                |                      |                                       |
| 49 | 9         | Im Ring: Mr. White Death       | Mr. White Death                | 18. Nov. 1982        | 26. Nov. 1984                         |
| Der alternde Wrestler Earl Gianelli will nach einem unsteten Leben noch einmal seinen Sohn, zu dem er seit Jahrzehnten keinen Kontakt mehr hatte, sehen. Magnum soll dieses Treffen arrangieren, ein leichter Fall wie er zunächst glaubt. Doch dann stellen sich unerwartete Hindernisse in den Weg: Earl Gianelli lebt in Wahrheit unter falscher Identität um sich – und seinen Sohn – vor einem Rachefeldzug der Mafia zu schützen. Anmerkungen: In der Rolle des Earl Gianelli ist der Oscarpreisträger Ernest Borgnine zu sehen, der mit klassischen Kriegsfilmen wie Verdammt in alle Ewigkeit (1953) oder Das dreckige Dutzend (1967) bekannt wurde. Wenn Wrestler Earl Gianelli ein Training im Seilspringen im Garten des Anwesens von Robin Masters absolviert, trampelt er dabei auf Erde herum, in der Higgins zuvor drei Dutzend Zwiebeln der Pflanzenart Kleine Flamingoblume (Anthurium scherzerianum) aus Holland eingepflanzt hat. Alternativtitel (RTL): Ein Vater sucht seinen Sohn (19. Dez. 1996) |           |                                |                                |                      |                                       |
| 50 | 10        | Gemischtes Doppel              | Mixed Doubles                  | 2. Dez. 1982         | 3. Dez. 1984                          |
| Magnum soll den verzogenen Teenager Carrie Reardon (Kim Richards) bewachen, einen jungen Tennisstar, der am Robin Masters Pro-Am-Tennisturnier teilnimmt. Reardons Ziel ist es allerdings, den Platz von Ginger Leah Grant (Elaine Giftos) in der Tenniswelt einzunehmen, die mit Magnum eine jahrzehntelange Freundschaft verbindet. Schon bald muss Magnum ernsthaften Drohungen gegen Carrie nachgehen. Anmerkungen: Unter einem Pro-Am-Turnier versteht man einen sportlichen Wettkampf, an dem sowohl professionelle Sportler als auch Amateure teilnehmen und gegeneinander antreten. Alternativtitel (RTL): Ein Champion gibt nicht auf (20. Dez. 1996) |           |                                |                                |                      |                                       |
| 51 | 11        | Schwarzer Markt                | Almost Home                    | 9. Dez. 1982         | 18. Dez. 1984                         |
| Bridget Archer will die Asche ihres Vaters, der während des Zweiten Weltkrieges auf Hawaii stationiert war, beim Denkmal der USS Arizona beisetzen, was ihr von der Marine verweigert wird, da ihr Vater unehrenhaft entlassen wurde. Magnum, der selbst in der Navy gedient hatte, beginnt daraufhin, über die Vorfälle von damals genauer zu recherchieren. Anmerkungen: Die Eröffnungssequenz, die den Überfall auf Pearl Harbor schildert, stammt aus dem amerikanisch-japanischen Filmklassiker Tora! Tora! Tora! von 1970. Dabei ist auch der Aloha Tower im Hafen von Honolulu zu sehen. In der Episode Von den Toten auferstanden (OT: Lest we forget) der ersten Staffel ist das USS Arizona Memorial ebenfalls ein Schauplatz der Handlung. Alternativtitel (RTL): Das Seemannsgrab (27. Dez. 1996) |           |                                |                                |                      |                                       |
| 52 | 12        | Mörder im weißen Kittel        | Heal Thyself                   | 16. Dez. 1982        | 24. März 1991                         |
| Eine Kameradin Magnums aus dem Vietnamkrieg, Karen Harmon, die sich von der Militärkrankenschwester zur Chirurgin hochgearbeitet hat, kommt ins schiefe Licht und wird schließlich unter Mordanklage gestellt, als drei ihrer Patienten an Dioxinvergiftung sterben. Der Fall wirbelt Staub in der Lokalpresse Honolulus auf, sodass Magnum bei seinen Recherchen durch die Nachstellungen eines ehrgeizigen Aufdeckungsjournalisten behindert wird. Anmerkungen: Die Rolle von Magnums Kriegskameradin Karen Harmon übernahm Marcia Strassman, die 1989 in der Kinokomödie Liebling ich habe die Kinder geschrumpft weltweit bekannt wurde. Zuvor war sie 1972/73 in der Fernsehserie M*A*S*H bereits in der Rolle einer Krankenschwester zu sehen. Higgins spricht Magnum darauf an, als dieser trotz Regens im Gezeitenpool schwimmen geht, ob er sich für den „diesjährigen Ironman“ qualifizieren wolle. Magnum hätte diesen Wettbewerb schon einmal, in der letzten Folge der ersten Staffel, beinahe absolviert. Als Magnum das Gespräch mit Dr. Jorgenson sucht, erwähnt der Privatdetektiv einen wichtigen Grundsatz der Rechtsprechung: Die Unschuldsvermutung, dass jeder Angeklagte als unschuldig zu betrachten ist, bis seine Schuld ohne Zweifel bewiesen wurde (innocent until proven guilty). Alternativtitel (RTL): Ärztin unter Mordverdacht (30. Dez. 1996) |           |                                |                                |                      |                                       |
| 53 | 13        | Millionenerbschaft             | Of Sound Mind                  | 6. Jan. 1983         | 26. Mai 1991                          |
| Der Millionär Wilson McLeich liebt es, mit inszenierten „practical jokes“ seine Angestellten und vor allem seine Familie, die aufgrund seines aufwendigen Lebensstils um das Erbe fürchtet, zu schockieren. Eines Tages stürzt McLeish mit seinem einmotorigen Propellerflugzeug ab. Zur Testamentseröffnung wird nicht nur die Familie, sondern auch Magnum gerufen, der völlig überraschend zum Alleinerben des 50-Millionen-Dollar-Vermögens eingesetzt wird. Die Familie glaubt an einen Schwindel und auch Magnums Zweifel sind nicht ganz ausgeräumt. Anmerkungen: Die Rolle von McLeishs Diener Carlton wird von Roscoe Lee Browne verkörpert. In der Folge ist Magnum zum ersten Mal beim Saxophonspiel zu sehen. Bei einem Kostümfest in der Villa von Wilson McLeish verkleidet sich Magnum als Ritter und Higgins erscheint als Heinrich VIII. von England. Wenn Magnum in der Villa abends im Bett liegt, liest er den Kriminalroman Der letzte Joker (OT: The seven dials mystery) der britischen Krimiautorin Agatha Christie. Statt der üblichen Titelmusik im Abspann ist ein jazziges Big-Band-Stück zu hören. Alternativtitel (RTL): Wie gewonnen, so zerronnen (2. Jan. 1997) |           |                                |                                |                      |                                       |
| 54 | 14        | Das japanische Abenteuer       | The Arrow That is not Aimed    | 27. Jan. 1983        | 8. Jan. 1985                          |
| Magnum soll dem Samurai-Krieger Tozan bei der Wiederbeschaffung eines wertvollen Porzellantellers des japanischen Keramikers Ogata Kenzan (1663–1743) aus der Edo-Zeit helfen, der bei einem Überfall von sechs Ninjas geraubt wurde. Sollte er den weißen Teller, der einen Wert von 867.500 Dollar hat, nicht bis zum Sonnenaufgang zurückbringen, sieht sich Tozan aufgrund seines strengen Ehrenkodex dazu verpflichtet, rituellen Seppuku zu begehen. Ein genaues Studium der Wertevorstellungen Tozans und der japanischen Keramik bringen Magnum schließlich auf die richtige Spur, die zu einem japanischen Geschäftsmann führt. Anmerkungen: In der Rolle des Tozan ist der japanische Schauspieler Makoto Iwamatsu zu sehen. Die Eröffnungssequenz, die den Raub des Kenzan schildert, wurde im Valley of the Temples Memorial Park gedreht, einer Touristenattraktion an der Ostküste von Oʻahu. Die Idee der Produzenten und Drehbuchschreiber, eine Figur wie Tozan in der Serie unterzubringen, ist sicher der westlichen Ninja-Begeisterung zuzuschreiben, die in den frühen 1980er-Jahren gerade einen neuen Höhepunkt erlebte. Während seiner Ermittlungen erklärt Magnum, auf den diese japanische Kultur befremdlich wirkt, einen Samurai zuletzt in einem Kinofilm des Schauspielers und Regisseurs Toshirō Mifune gesehen zu haben. Alternativtitel (RTL): Tozan der Samurai (3. Jan. 1997) |           |                                |                                |                      |                                       |
| 55 | 15        | Willie ist los                 | Basket Case                    | 3. Feb. 1983         | 15. Jan. 1985                         |
| Magnum und T.C. trainieren zwei Jungs-Basketballmannschaften, die gegeneinander spielen sollen. Da trifft Magnum auf die etwa zwölfjährige Theresa (Dana Hill), die sich allein, einen Basketball in der Hand, auf der Straße herumtreibt, die Jungs auf dem Basketballfeld spielend in die Tasche steckt und darüber hinaus mit unerwarteten Begabungen verblüfft. Neben ihrer Leidenschaft für Basketball verbringt die Jugendliche die meiste Zeit in einer Bücherei, weshalb sich Theresa, deren Spitzname Willie ist, bestens in Kunstgeschichte sowie mit Back- und Kochrezepten auskennt. Theresa erobert die Sympathien von Magnum und Higgins, der sich von der Allgemeinbildung des Mädchens tief beeindruckt zeigt, im Sturm. Da Theresa aber sonst wenig über sich persönlich und ihre genauen Lebensumstände preisgeben will, wird Magnums Misstrauen geweckt. Anmerkungen: Dana Hill, die ein zwölfjähriges Mädchen darstellte, war zum Zeitpunkt der Dreharbeiten bereits 17 Jahre alt. Passend zum Basketball-Thema ist im Abspann dieser Folge Sweet Georgia Brown, die Erkennungsmelodie der Harlem Globetrotters, zu hören. Alternativtitel (RTL): Die Spielmacherin (6. Jan. 1997) |           |                                |                                |                      |                                       |
| 56 | 16        | Mordanschlag im Paradies       | Birdman of Budapest            | 10. Feb. 1983        | 11. Dez. 1984                         |
| Der Ornithologe Dr. Albert Tessa, ein ungarischer Emigrant, der nach Beteiligung am antisowjetischen Aufstand von 1956 sein Heimatland verlassen musste, lebt seit Jahrzehnten im Exil völlig zurückgezogen auf einem schwer zugänglichen Teil Oʻahus. Als Elizabeth Barret, ein früherer Impresario und gute Freundin aus Robin Masters Jugendtagen in Paris, auf das Anwesen kommt, um ein Buch zu verfassen, will sie Tessa zu diesem Zweck interviewen. Higgins ist die Anwesenheit von Elizabeth mehr als unangenehm und so drängt er Magnum, Dr. Albert Tessa so schnell wie möglich zu finden, damit sie wieder abreisen kann. Als Dr. Tessa keinerlei Interesse zeigt, ein Interview zu geben, stellt sich heraus, dass Elizabeth nicht die ist, die sie vorgibt zu sein, sondern eine KGB-Agentin, die Tessa beseitigen soll. Anmerkungen: Als Gaststars sind in dieser Episode Sylvia Sidney in der Rolle der Elizabeth Barret und Joseph Wiseman als Dr. Albert Tessa, bekannt aus dem James-Bond-Streifen 007 jagt Dr. No von 1962 zu sehen. In einer bemerkenswerten Szene wird Magnum von einem Gelbbrustara attackiert, kann aber durch Higgins Imitation eines Vogelrufes gerettet werden, worauf der Vogel, von Panik ergriffen, flüchtet und von den Rotorblättern von T.C.s Hubschrauber zerrissen wird (was nur angedeutet wird). In der Szene, in der Elizabeth und Higgins in Streit geraten, da Higgins den roten Papagei der Dame angebunden hat, verwendet sie, in leicht verändertem Satzbau, ein berühmtes Goethe-Zitat, mit dem sie eine handfeste Auseinandersetzung provozieren will: „Der Worte sind genug gewechselt, lasst mich auch endlich Taten sehn!“ Alternativtitel (RTL): Die perfekte Täuschung (7. Jan. 1997) |           |                                |                                |                      |                                       |
| 57 | 17        | Eine mehr als unglückliche Ehe | I do?                          | 17. Feb. 1983        | 30. Apr. 1985                         |
| Um Unregelmäßigkeiten in einem großen familiengeführten Unternehmen aufzuklären, heiratet Magnum Marsha MacKenzie, die Nichte des Firmenchefs Harry MacKenzie zum Schein und wird als neuer Vizepräsident angestellt. Sofort wird er in geschwisterliche Rivalitäten hineingezogen. Anmerkungen: In einer Nebenrolle ist Mary Jackson zu sehen, bekannt aus der Serie Die Waltons (1972–1981). Higgins erzählt, 1938 oder 1940 in Ägypten mit gleichzeitig drei Töchtern eines Beduinen verheiratet gewesen zu sein, von denen die jüngste starb. Wenn Magnum abends vor dem Fernseher mit Keksen und Milch sitzt und mit Marsha zu streiten beginnt, schaut er sich gerade den Abenteuerfilm Gunga Din des Regisseurs George Stevens von 1939 an. Alternativtitel (RTL): Familiengeschäfte (8. Jan. 1997) |           |                                |                                |                      |                                       |
| 58 | 18        | Ein vierzig Jahre alter Mord   | Fourty Years from Sand Island  | 24. Feb. 1983        | 9. Apr. 1985                          |
| Higgins erledigt für Robin Masters neuen Roman Recherchearbeiten über die Erlebnisse von japanischstämmigen Insassen des US-amerikanischen Internierungslagers Sand Island auf Hawaii während des Zweiten Weltkrieges. Als Higgins mit dem Ferrari einen Unfall aufgrund manipulierter Bremssysteme erleidet und dabei schwer verletzt wird, erkennt Magnum Zusammenhänge zwischen Higgins Recherchen und dem Unfall: ein japanischer Insasse von Sand Island wurde 1942 von zivilen Wachen ermordet. Anmerkung: In einer Besprechung mit Higgins nennt Magnum Verdammt in alle Ewigkeit (1953) als den Film, der praktisch „alles über den Krieg aussage“. Alternativtitel (RTL): Spur in die Vergangenheit (9. Jan. 1997) |           |                                |                                |                      |                                       |
| 59 | 19        | Die Maske fällt                | Legacy from a Friend           | 10. März 1983        | 19. März 1985                         |
| Als die Leiche von Marcus Philips, eines vielfach ausgezeichneten Rettungsschwimmers und langjährigen Volleyball-Partners Magnums, an den Strand gespült wird, geht die Polizei zwar von einem Unfall aus, doch für Magnum erscheinen die Umstände seines Todes merkwürdig: Einerseits war Marcus ein zu guter Schwimmer, andererseits tauchte er just am Tag vor seinem Tod mit einem teuren Sportauto auf. Anmerkungen: In einer bekannten Szene wird Magnum in dieser Folge von zwei Frauen in Aerobic-Sportklamotten verprügelt. In der Rolle von Marcus Philips ist der US-amerikanische Olympiateilnehmer und Beachvolleyballer Sinjin Smith zu sehen. Die in ihrer Freizeit ermittelnde Politesse Tracy Spencer wird von der Schauspielerin Annie Potts verkörpert, die 1984 in der Horrorkomödie Ghostbusters – Die Geisterjäger, in der sie eine Sekretärin von vier Geisterjägern spielt, einige Berühmtheit erlangte. Alternativtitel (RTL): Mein Freund Marcus (10. Jan. 1997) |           |                                |                                |                      |                                       |
| 60 | 20        | Zwei auf einen Schlag          | Two Birds of a Feather         | 17. März 1983        | 13. Jan. 1997                         |
| Als eines Tages eine kleine Propellermaschine auf dem Weg von Kalifornien nach Hawaii im Gezeitenpool des Anwesens notlanden muss und dabei einen Totalschaden erleidet, hat Magnum, der sich vor der herannahenden Maschine gerade noch durch einen Sprung zur Seite retten kann, eine dunkle Ahnung, den Piloten, obwohl er ihn noch nie gesehen hat, von irgendwoher zu kennen. Als sich in der Nacht Unbekannte dem Wrack nähern und es durchsuchen, wird schnell klar, dass die Notlandung kein Unfall war: in den Sitzen wurden schwere Bleibarren versteckt, um das Flugzeug durch folgenden Treibstoffmangel über dem Meer abstürzen zu lassen. Anmerkungen: Auffällig an dieser Episode ist, dass weder Rick noch T.C. vorkommen, auch Magnum selbst spielt nur eine Nebenrolle. Im Mittelpunkt der Handlung steht der ehemalige Vietnampilot Sam Houston Hunter (William Lucking). Die Folge wurde von den Produzenten dazu benutzt, um einen Piloten für eine neue Serie zu testen, die von einem ehemaligen Kampfpiloten und Schatzsucher und seiner Familie handeln sollte. Das Konzept kam schließlich nicht in dieser Form zur Anwendung, sondern wurde als Ausgangsbasis für Airwolf benutzt. Im Abspann ist allerdings die Titelmelodie zu hören, die Mike Post für die ursprüngliche Serienidee komponiert hatte. In einer Nebenrolle ist der Blaxploitation-Darsteller Richard Roundtree zu sehen, bekannt aus der Titelrolle in Shaft. |           |                                |                                |                      |                                       |
| 61 | 21        | Wozu sind Freunde da?          | ... By its Cover               | 31. März 1983        | 12. März 1985                         |
| Rod Crysler, ein Vietnamkamerad und alter Bekannter Magnums seit den Tagen seiner Marineausbildung, taucht eines Tages auf dem Anwesen auf und gibt vor, seinen Lebensunterhalt jetzt als Vertreter für vielbändige Konversationslexika zu verdienen. Er bittet Magnum, einen Koffer, der angeblich eines dieser Lexika enthalten soll, einem Kunden auf einer anderen Insel zukommen zu lassen. Ohne es zu wissen, wird er auf diese Weise als Drogenkurier missbraucht und kann sich nur mit knapper Not zusammen mit T.C. aus dieser brenzligen Situation retten. Doch Magnum will nicht sofort daran glauben, dass ihn Rod auf die schiefe Bahn geraten sei und ihn reingelegt habe. Anmerkungen: In der Rolle von Rod Crysler ist Stuart Margolin zu sehen, der vorher eine Nebenrolle in der Serie Detektiv Rockford – Anruf genügt (1974–1980) spielte, in der auch Tom Selleck einen Gastauftritt hatte. Zu Beginn dieser Episode ist das Doors-inspirierte Stück Rod's Song von Mike Post und Pete Carpenter zu hören. Alternativtitel (RTL): Die Wahrheit und nichts als die Wahrheit (14. Jan. 1997) |           |                                |                                |                      |                                       |
| 62 | 22        | Stürmische Nacht               | The Big Blow                   | 7. Apr. 1983         | 26. März 1985                         |
| Auch ein tropischer Wirbelsturm, der das Telefonnetz und die Stromversorgung der Inseln lahmlegt, kann Higgins nicht davon abhalten, eine exklusive Party für einen kleinen Kreis illustrer Gäste und Freunde Robin Masters' auszurichten. Alle Gäste erscheinen trotz der widrigen Umstände pünktlich zur Dinnerparty, als das Anwesen von bewaffneten Gangstern überfallen wird. Magnum behält trotz dieses Zwischenfalls den Überblick, denn mit den Gangstern wird er leicht fertig, nicht aber mit den geladenen Gästen, von denen einer einen Mordanschlag auf Robin Masters plant. Um herauszufinden, wer von den Gästen nach dem Leben von Robin Masters trachtet, stellt Magnum zusammen mit seinen Freunden Rick und T.C. dem Attentäter eine Falle. Anmerkungen: Hurrikan Kukana spielt ausschließlich innerhalb des Anwesens und ist eine der wenigen Folgen der Serie, in denen Robin Masters in Persona auftaucht. In der Rolle von Archie MacPherson, Robin Masters' Buchhalter, ist James Doohan zu sehen, vor allem bekannt als Chefingenieur Scotty aus Raumschiff Enterprise. Higgins stellt klar, als er für einen Arzt gehalten wird, einen Doktortitel in Mathematik 1947 an der University of Cambridge erworben zu haben. In der Szene, in der Magnum ein Vier-Augen-Gespräch mit der Poesie-Herausgeberin Candice Wingate führt, verkörpert von Schauspielerin Linda Ryan, spielt die Dame an einem Flügel die Mondscheinsonate von Ludwig van Beethoven. Alternativtitel (RTL): Hurrikan Kukana (15. Jan. 1997) |           |                                |                                |                      |                                       |
| 63 | 23        | Higgins Geheimnis              | Faith and Begorrah             | 28. Apr. 1983        | 16. Jan. 1997                         |
| Higgins’ Halbbruder, Pater Paddy McGuiness, ein irischer Priester, trifft in Hawaii ein, um nach Reliquien zu suchen, die bei einer von Brigadier Alistair Folks geleiteten Aktion der britischen Armee in Nordirland gestohlen worden sind. Zufällig trifft Pater Paddy am Flughafen auf Magnum, dem er bei einer Beschattung hilft. Higgins ist Pater Paddys Anwesenheit auf der Insel nicht nur deshalb mehr als unangenehm, weil er seinen Halbbruder am liebsten verleugnet hätte, sondern weil sich Brigadier Alistair Folks gerade auf dem Anwesen aufhält. Anmerkungen: John Hillerman ist hier, genau wie in der Episode Der doppelte Higgins (Staffel 2, Episode 39), in einer Doppelrolle zu sehen, des Weiteren hat Richard Johnson seinen zweiten Auftritt als britischer Armeebrigadier Alistair Folks. Zum ersten Mal war er in dieser Rolle in der ersten Staffel, Folge 3 zu sehen. Auch diese Episode, deren Einleitung eine Nachrichtensendung über eine Aktion der britischen Armee gegen die IRA bildet, wurde wie Folge 1.03 von der ARD nicht synchronisiert, weil man die Beschäftigung mit dem Nordirlandkonflikt als unpassend für eine Unterhaltungssendung empfand. In der Episode Higgins Geheimnis hat Drehbuchautor Donald P. Bellisario einen kurzen Gastauftritt als mürrischer Mitarbeiter, der gerade eine Hähnchenkeule isst, hinter dem Empfangs-Tresen in einem billigen Hotel. Dabei liest der Hotel-Mitarbeiter ein fiktives Männermagazin namens Playpen, das bei den Dreharbeiten zahlreicher TV-Serien verwendet wurde, etwa in Eine schrecklich nette Familie, und ein namentliches Kofferwort der beiden viel gelesenen Magazine Playboy und Penthouse darstellt.                                          |           |                                |                                |                      |                                       |

## Staffel 5
| Nr. (ges.) | Nr. (St.) | Deutscher Titel                 | Originaltitel                 | Erstausstrahlung USA | Deutschsprachige Erstausstrahlung (D) |
| --- | --------- | ------------------------------- | ----------------------------- | -------------------- | ------------------------------------- |
| 85 | 1         | Schwarzer Spiegel Teil 1        | Echoes of the Mind Part 1     | 27. Sep. 1984        | 6. Aug. 1985                          |
| Magnum wird von Diane Dupres, der verunsichert wirkenden Erbin eines Millionenvermögens, mit Nachforschungen beauftragt. Unter vier Augen schildert die Schutz suchende Diane dem Privatdetektiv, sie werde von jemandem verfolgt und es sei bereits auf sie ein Mordanschlag verübt worden. Als Magnum der Sache näherkommt, taucht immer wieder die geheimnisvolle Zwillingsschwester Dianes namens Deirdre Dupres auf. Beide Schwestern wurden im Alter von fünf Jahren entführt, die Entführer verlangten von den vermögenden Eltern eine Million Dollar Lösegeld für die Freilassung. Und je länger Magnum an diesem Fall arbeitet, desto stärker merkt er, wie er sich in Diane verliebt. Inzwischen gibt Higgins bekannt, sein Junggesellenleben aufzugeben, um seine kürzlich verwitwete Jugendliebe Lady Ashley zu heiraten. Anmerkungen: In der Rolle von Diane Dupres ist Sharon Stone, damals 25 Jahre alt und noch wenig bekannt, zu sehen. Dennoch wird ihr Name als special guest star eingeblendet. Ein Jahr nach der Erstausstrahlung war sie in ihrer ersten Hauptrolle in einem internationalen Kinofilm, Quatermain – Auf der Suche nach dem Schatz der Könige zu sehen. Higgins erwähnt zum ersten Mal, dass er den Adelstitel eines Lord führt. Die Eröffnungsszene, die den Absturz eines mit den beiden Schwestern Dupres besetzten Porsche 911 über einen Berghang schildert, ist mit dem Satz End Titles der Filmmusik aus Ridley Scotts Blade Runner von 1982 unterlegt, geschrieben von dem griechischen Komponisten Vangelis. Die zweiteilige Magnum-Episode beschäftigt sich mit dem Thema paranoide Schizophrenie. Alternativtitel (RTL): Eine tödliche Falle Teil 1 (14. Feb. 1997) |           |                                 |                               |                      |                                       |
| 86 | 2         | Schwarzer Spiegel Teil 2        | Echoes of the Mind Part 2     | 4. Okt. 1984         | 13. Aug. 1985                         |
| Nachdem Magnum im Haus von Diane übernachtet hat, um sie beschützen zu können, taucht am Morgen plötzlich ihre Zwillingsschwester Deirdre auf. Als sie Magnum darüber aufklärt, ihre Schwester Diane sei geisteskrank und bilde sich die Verfolgungen nur ein, weiß er nicht so recht, wem er glauben kann. Erst die Überprüfung der Passagierliste einer Maschine, mit der Deirdre angeblich nach Hawaii gekommen ist, und Dianes Tagebuch bringen ihn auf die richtige Spur. Deirdre ist bei der Entführung der beiden Zwillingsschwestern bereits im Kindesalter getötet worden und existiert nur noch in der schizophrenen Psychose, an der Diane seitdem leidet. Die Person, die Magnum gegenüber als Deirdre ausgegeben hat, war niemand anderer als Diane selbst. Als Magnum Diane mit seinen Erkenntnissen konfrontieren will, kommt es zu einem dramatischen Showdown, bei dem sich Diane den Lauf eines Revolvers an die rechte Schläfe hält und abdrückt. Anmerkungen: Neben Sharon Stone als Diane/Deirdre spielt auch John Hillerman in dieser Episode eine Doppelrolle. Um die Heirat mit Lady Ashley platzen zu lassen, tritt Higgins als sein irischer Halbbruder auf, nämlich als der trunksüchtige katholische Priester Pater Paddy McGuiness, der rüde Manieren dem Adelskreis gegenüber zeigt (siehe Episode 3.23, Faith And Begorrah). Während eines Gesprächs mit seiner Freundin Agatha Chumley erzählt Higgins von vergangenen Erfahrungen mit Royal Highland Füsilieren. In dieser Doppel-Folge erwähnt Higgins selbstkritisch, dass er von der Royal Military Academy Sandhurst verwiesen wurde. In der Rolle der Flugbegleiterin Gloria, die Freundin von T.C., ist die Schauspielerin Deborah Pratt zu sehen, die mit dem Produzenten Donald P. Bellisario verheiratet war. Alternativtitel (RTL): Eine tödliche Falle Teil 2 (14. Feb. 1997) |           |                                 |                               |                      |                                       |
| 87 | 3         | Ein Toter kehrt zurück          | Mac's Back                    | 11. Okt. 1984        | 20. Aug. 1985                         |
| Nach dem Selbstmord seiner Freundin Diane Dupres (siehe vorangegangene Episode Eine tödliche Falle) stürzt Magnum in eine persönliche Krise und kommt nicht mehr von Erinnerungen an Menschen los, die ihm sehr viel bedeutet haben und die eines unnatürlichen Todes gestorben sind. Denn genauso trauert Magnum seinem toten Vater, seiner Freundin Michelle und Ricks kleiner Schwester nach. Seinen Seelenschmerz betäubt Magnum mit rauen Mengen von Bier. Als er eines Tages an einer Kreuzung in Honolulu einen Mann sieht, der Lt. Mac Reynolds, seinem Freund aus Marinezeiten, der bei einem Bombenanschlag ums Leben kam (3.1.), frappant ähnlich sieht, halten ihn nicht nur seine Freunde Rick, Higgins und T. C. für verrückt, sondern auch sein Hausarzt, Doc Ibold, der angesichts von Magnums Zustand eine Einweisung in die Psychiatrie vorschlägt. In dem Wissen, dass ihm niemand glauben wird und im Bewusstsein, nicht verrückt zu sein, macht sich Magnum auf die Suche nach dem Mann, um diesen seinen Freunden vorführen zu können. Tatsächlich ist er bei seiner Suche erfolgreich, wird aber in eine undurchsichtige Spionagegeschichte verstrickt. Anmerkungen: Die Produzenten um Donald P. Bellisario fügten mittels der Idee eines Doppelgängers die Figur des Lt. Mac Reynolds nach der Abwesenheit von zwei Staffeln auf eine kreative Art und Weise wieder in die Serie ein. Der Darsteller von Reynolds, Jeff MacKay, war in der Zwischenzeit in einer Hauptrolle in der gefloppten Serie Die Himmelhunde von Boragora zu sehen, die nach nur einer Staffel eingestellt wurde. Higgins berichtet davon, dass er 1949 in Indien als Bursche für Lord Mountbatten gearbeitet hat. Im Arbeitszimmer von Higgins zieht der Arzt Dr. Ibold, verkörpert von Schauspieler Glenn Cannon, drei Bücher aus dem Regal, die ihm gefallen, nämlich The Mystery of Cabin Island aus der Jugendromanserie Hardy Boys, das Theaterstück Harvey der Schriftstellerin Mary Chase und Wem die Stunde schlägt von Ernest Hemingway. Als stämmiger Bodyguard beim illegalen Glücksspiel mit Poker-Karten tritt der Profi-Wrestler Tor Kamata von Stampede Wrestling auf. Der zweite Bodyguard mit asiatischen Gesichtszügen und Bart ist der Schauspieler Al Leong, bekannt als Terrorist im Actionfilm Stirb langsam mit Bruce Willis von 1988. Im Abspann ist die Titelmusik in einer leichten Variation zu hören. Alternativtitel (RTL): Mac ist wieder da (17. Feb. 1997) |           |                                 |                               |                      |                                       |
| 88 | 4         | Der Bankräuber                  | The Legacy of Garwood Huddle  | 18. Okt. 1984        | 27. Aug. 1985                         |
| Der berüchtigte Bankräuber Garwood Huddle, der in den 1940er Jahren sein Unwesen trieb und deshalb hinter Gittern sitzt, bricht aus einem Gefängnis auf der hawaiianischen Insel Oʻahu aus, um seinen geliebten Enkelsohn Garwood Huddle III. zu retten, der Opfer einer Entführung wurde. Da Huddle ein alter Bekannter von Higgins ist, gewährt ihm der Hausverwalter geheimen Unterschlupf auf dem Masters-Anwesen. Higgins und Garwood Huddle waren sich das erste Mal in Mexiko begegnet. Als Higgins 1944 für den britischen Auslandsgeheimdienst MI6 arbeitete, erhielt der einbruchserfahrene Räuber Garwood Huddle den staatlichen Auftrag, wichtige Dokumente der deutschen Nationalsozialisten aus einer mexikanischen Bank zu stehlen, wofür sich Huddle aus patriotischen Gründen bereit erklärte. Nun drohen Kidnapper damit, binnen 48 Stunden den zweijährigen Jungen Garwood zu töten, sollten die Ganoven nicht ein gefordertes Lösegeld erhalten. Mit 200.000 Dollar aus einem letzten Banküberfall, die Garwood Huddle auf einem ehemals unbebauten Grundstück vergrub, will Huddle seinen gekidnappten Enkelsohn freikaufen. Allerdings steht auf diesem Grundstück mittlerweile das Gebäude eines Massagesalons, weshalb Huddle und Magnum unter den Dielen des Fußbodens in einem hinteren Zimmer des Massagesalons nach dem gestohlenen Geld graben müssen. Mit ihren Schaufeln stoßen sie jedoch lediglich auf eine leere Geldkassette. Privatdetektiv Magnum vermutet, dass eventuell die ehemaligen Komplizen von Garwood Huddle das Geld entwendet haben könnten. Auf der Suche nach den verschwundenen 200.000 Dollar suchen Huddle und Magnum den erwachsenen Sohn von Garwood Huddle auf. Zwischen Vater Huddle und seinem Sohn besteht ein angespanntes Verhältnis. Ursprünglich hielt Garwood Huddle seinen Sohn für tot. Anmerkungen: In der Rolle des Bankräubers Garwood Huddle tritt der Schauspieler Pat Hingle auf, der in der Comic-Verfilmung Batman des Regisseurs Tim Burton von 1989 den Commissioner James Gordon verkörpert. Magnum trägt eine Sport-Statistik des berühmten Baseballspielers Babe Ruth vor. Die beiden Schauspieler Pat Hingle und John Hillerman standen bereits für die Folge Man on Fire der TV-Serie Hawaii Fünf-Null von 1976 gemeinsam vor der Kamera. Den Entführer Norm spielt Schauspieler Dick Durock, der im Horrorfilm Das Ding aus dem Sumpf des Regisseurs Wes Craven von 1982 das grüne Sumpfmonster verkörpert. Als skrupelloser Kidnapper ist zudem der Schauspieler John Ratzenberger zu sehen, bekannt aus der TV-Serie Cheers. Die TV-Nachrichtensprecherin Nancy DeCarl, die seit 1980 mit Schauspieler Larry Manetti verheiratet ist, hat einen Gastauftritt. Wenn Magnum die Milchglasscheibe in der Bürotür des unseriösen Rechtsanwalts Harry Clayborn zertrümmert, das Büro danach verlässt und durch die zerbrochene Scheibe zurück ins Büro schaut, spricht Magnum den Terminator-haften Satz: "Ich komme wieder!" (engl.: I'll be back!). Wenn Magnum von der Veranda springt und den flüchtenden Verbrecher Norm niederreißt, kann man in dieser Szene deutlich erkennen, dass der Stuntman Tom Lupo diesen Sprung ausführt. In der Rolle des zweijährigen Kindes Garwood Huddle III. ist Wakefield Mist zu sehen, der einen weiteren Auftritt in der Episode Babyhandel (Staffel 6, Folge 18) hat, in der er ebenfalls entführt wird. Alternativtitel (RTL): Ein moderner Robin Hood (18. Feb. 1997) |           |                                 |                               |                      |                                       |
| 89 | 5         | Zwischen Leben und Tod          | Under World                   | 25. Okt. 1984        | 3. Sep. 1985                          |
| Von einem bärtigen Mann in einem weißen Anzug bekommt T.C. den Auftrag, in seinem Hubschrauber einen silbernen Koffer von Maui nach Oʻahu zu transportieren. Zuvor flog T.C. ein junges Ehepaar in den Flitterwochen über die malerischen Inseln Hawaiis. Bei einer Zwischenlandung wird der Hubschrauber mit einem Gewehr abgeschossen und stürzt ins Meer. Zwar retten zwei Fischer in einem Boot den verunglückten T.C. aus dem Wasser, anschließend liegt er aber in einem tiefen Koma im Castle Memorial Hospital. Da taucht sein angeblicher Bruder Gerald auf und unterstützt vermeintlich Magnum, Rick und Higgins bei der Suche nach der Absturzursache; in Wahrheit möchte er aber nur den Koffer finden, in dem sich radioaktives Plutonium befindet. Als er Magnum unter Wasser mit einem Messer angreift und Higgins nach einem Schussattentat auf seinen Wagen einen schweren Unfall erleidet, wird klar, dass ein Netzwerk von Verbrechern das gefährliche Plutonium an sich reißen will. Anmerkungen: Es ist die fünfte Episode, in der die Figur T.C. im Mittelpunkt steht, nach den vorherigen Folgen "Freunde in der Not" (1.12), "Alte Waffenbrüder" (3.5), "König der Fäuste" (4.8) und "T.C.s große Liebe" (4.15). Zu Beginn der Episode singt Hubschrauberpilot T.C. während eines Flitterwochen-Flugs den Song Love Is a Many Splendored Thing. Später singt T.C. zudem, kurz vor seinem Absturz, den Song Cupid von Sam Cooke von 1961. Während der Handlung erfährt man nähere Informationen über die Familie von T.C. In der Rolle des Betrügers, der sich als besorgter Bruder von T.C. ausgibt, tritt der Schauspieler Richard Lawson in Erscheinung, der im Horrorfilm Poltergeist von 1982 eine Nebenrolle hat und mit dem Schauspieler Roger E. Mosley bereits für den Fernsehfilm Ein Mann kämpft allein (OT: The Jericho Mile) des Regisseurs Michael Mann von 1979 vor der Kamera stand. Bei dem kleinwüchsigen Mann, der in der Krankenhaus-Szene im Hintergrund am Getränke-Automaten im Wartebereich steht, während sich der Arzt Dr. Ibold mit dem angeblichen Bruder Gerald Calvin unterhält, handelt es sich um den Schauspieler Bruce Johnson (1945–2014), der auch in der Episode "Gefährliche Liebschaft" (2.7) mitwirkt. Es gibt einen Filmfehler: Wenn der mörderische Betrüger Gerald Calvin nach seiner Messer-Attacke auf Magnum während eines Tauchgangs stark blutend zurück an die Wasseroberfläche kommt, trägt er eine gelbe Taucherflasche auf seinem Rücken. In der nächsten Szene, in der ihn Rick aus dem Wasser ziehen will, ist die Taucherflasche plötzlich verschwunden. Außerdem kann man in der Szene, in der Magnum, Gerald Calvin, Higgins und Rick bei einem Becher Kaffee im Wartebereich des Krankenhauses sitzen, das dunkle Mikrofon einer Tonangel am oberen Rand ins Bild ragen sehen, sobald sich Magnum erhebt. Alternativtitel (RTL): Absturz über dem Meer (19. Feb. 1997) |           |                                 |                               |                      |                                       |
| 90 | 6         | Mordvision                      | Fragments                     | 1. Nov. 1984         | 2. Jan. 1990                          |
| Als Laura Bennett, die seit ihrer Kindheit über hellseherische Fähigkeiten verfügt, eines Morgens die Tageszeitung in die Hand nimmt, in der ein Portraitfoto von Privatdetektiv Thomas Magnum zu sehen ist, sieht sie vor ihrem geistigen Auge einen nächtlichen Friedhof, auf dem ein fremder Mann mit einem Revolver schießt und auf dem im Erdreich vergraben der halb verweste Leichnam eines älteren Mannes in einem Sarg liegt. Völlig verstört von dieser schaurigen Vision sucht Hellseherin Laura Bennett, deren Weissagungen meistens wirklich eintreten und die um ihr Leben bangt, daraufhin Magnum auf. Aufgrund eines Irrtums in Bezug auf eine bevorstehende Fernseh-Spendenaktion, einen sogenannten Telethon, die Higgins als eloquenter TV-Moderator leiten wird, druckte die örtliche Tageszeitung vorab ein Foto von Magnum ab, in der Annahme, er sei der Spendensammler zugunsten des Vereins zur Rettung des dreiteiligen Palolowurms, dessen Vorsitzender jedoch Higgins ist. Für die Spendengala im Fernsehen suchen die Veranstalter unterhaltsame Showtalente für das Rahmenprogramm, weshalb die unterschiedlichsten Alleinunterhalter zum Vorsprechen im Arbeitszimmer von Higgins erscheinen, zum Beispiel Sängerinnen, ein Pantomime, Stepptänzerinnen, Jongleure, eine Ballerina und ein Schwein. Unterdessen streitet sich Magnum mit seinem Kumpel Archie, der als Gebrauchtwagenhändler ein wenig rentables Autogeschäft betreibt und der Magnum bezüglich seines Scheidungsfalls ein Honorar von 633 Dollar schuldet. Als Magnum und die Hellseherin Laura Bennett den vagen Hinweisen aus den dunklen Visionen der Frau nachgehen, erfahren sie mit Higgins’ Unterstützung, dass es sich bei dem toten Mann im Sarg um Reilly O'Shane handelt, der vor sechs Monaten verstarb und sich mit einer seltenen Flasche Wein aus dem Château Lafite Rothschild, Jahrgang 1936 mit Hakenkreuz, im Wert von über einer Viertelmillion Dollar, versichert bei Lloyd’s of London, auf dem Friedhof beisetzen ließ. Die betreffende Weinflasche stammte aus dem Führerbunker von Adolf Hitler. Außerdem sieht Laura einen Mord an Magnum voraus: Es ist der fremde Mann auf dem nächtlichen Friedhof, der mit einem Revolver auf den Detektiv schießt. Anmerkungen: Beim nebligen Friedhof fasst Magnum den Inhalt des Debütromans Appointment in Samarra des Schriftstellers John O’Hara von 1934 zusammen. Hubschrauberpilot T.C. erwähnt, für einen Flug über den Diamond Head gebucht worden zu sein. Als Stimme des windigen Gebrauchtwagenhändlers Archie in der RTL-Synchronisation von 1996 ist der deutsche Synchronsprecher Arne Elsholtz zu hören. Dargestellt wird der Autoverkäufer Archie von Schauspieler Kenneth Mars, bekannt aus Filmen wie Is’ was, Doc? von 1972 und Frankenstein Junior von 1974. Wenn Magnum vor dem Haupthaus des Anwesens beinahe mit einem Tubisten zusammenstößt, bläst der Musiker gerade den Ritt der Walküren von Richard Wagner. Gegen Ende der Episode rezitiert Helferin Agatha Chumley während der Fernseh-Spendenaktion das Gedicht Ozymandias der Lyrikerin Percy Bysshe Shelley von 1817. Die Sängerin, die während eines Vorsprechens für Higgins die amerikanische Nationalhymne The Star-Spangled Banner schmettert, heißt Karen Keawehawaii. Als Stepptänzerin sieht man die Schauspielerin Jillie Mack, die Ehefrau von Hauptdarsteller Tom Selleck. Rick bittet Laura Bennett darum, ihm die zukünftigen Ergebnisse der sportlichen Großereignisse World Series, Kentucky Derby und Super Bowl vorauszusagen, um mit diesem Wissen viel Geld durch Sportwetten gewinnen zu können, wozu die Hellseherin jedoch nicht fähig ist, deren Visionen rein intuitiv in ihr aufscheinen. Alternativtitel (RTL): Die Hellseherin (20. Feb. 1997) |           |                                 |                               |                      |                                       |
| 91 | 7         | Blinde Justiz                   | Blind Justice                 | 8. Nov. 1984         | 9. Jan. 1990                          |
| In der Ehe von Debbie Carrington Bowman und Gregory "Greg" Bowman kriselt es gewaltig. Während eines abendlichen Streits zwischen den Eheleuten nimmt deren kleine Tochter Beth, die sich verängstigt im Wandschrank versteckt, zufällig mit ihrem Kinderkassettenrekorder einen zürnenden Dialog ihrer Eltern auf. Im Verlauf des handfesten Streits schlägt Ehemann Greg, der eine heimliche Affäre mit einer fremden Fau hat, seiner Gattin Debbie mit der rechten Hand brutal ins Gesicht und droht damit, seine Frau umbringen zu wollen. Kurze Zeit später wird Debbie Carrington mit einer Schusswunde tot aufgefunden. Als Staatsanwältin Carol Baldwin die Ermittlungen in diesem Fall aufnimmt, zieht sie zur Unterstützung dafür Thomas Magnum hinzu. In einem Nebenstrang der Handlung entzieht Higgins derweil seinem Mitbewohner Magnum die Nutzung des Ferraris, da der Privatdetektiv auf dem Anwesen rücksichtslos ein frisch angeliefertes Blumenbeet überfahren hat. Um weiterhin mobil bleiben zu können, sieht sich Magnum gezwungen, einen gebrauchten roten Jaguar E-Type aus den 1960er Jahren auf eigene Kosten zu kaufen, der bei seinen knallenden Fehlzündungen schwarzen Rauch ausstößt, ständig auf der Straße liegen bleibt und nicht mehr anspringt. In einem vertraulichen Gespräch mit Ann Carrington, der Mutter der getöteten Debbie Carrington, die ihre Enkeltochter Elizabeth "Beth" Bowman bei sich aufgenommen hat, erhält Detektiv Magnum schwarzweiße Fotos von Debbie mit Blutergüssen im Gesicht, die belegen sollen, dass die tyrannisierte Ehefrau über einen längeren Zeitraum von ihrem jähzornigen Mann Greg körperlich misshandelt wurde. In der Dunkelkammer des Anwesens stellt Magnum mithilfe von Higgins jedoch fest, dass die Fotos mit der verwundeten Debbie manipuliert wurden, um optisch den Anschein einer Misshandlung zu erwecken. Außerdem findet Magnum heraus, dass der Tatverdächtige Greg Bowman, der einen falschen Namen angenommen hat, in der Vergangenheit unter seiner wirklichen Identität schon mal verheiratet war und seine damalige Ehefrau umbrachte, mit dem Mord allerdings ohne Bestrafung davonkam. Für den Tod seiner zweiten Frau Debbie Carrington, die mit einer Pistole verzweifelt Selbstmord beging, ist Greg Bowman dagegen nicht direkt verantwortlich. In einem schwierigen Indizienprozess befindet sich Magnum in einem moralischen Gewissenskonflikt: Soll er Greg Bowman für seinen früher begangenen Mord einer späten Verurteilung durch den Richter zuführen oder soll der Angeklagte im Fall Debbie Carrington, mit dem sich das laufende Verfahren zuvorderst befasst, als freier Mann das Gericht verlassen? Dabei muss sich Magnum mit dem abgebrühten Strafverteidiger Barry Aldridge auseinandersetzen, der mit allen Mitteln versucht, die Teilnahme des Privatdetektivs am Prozess zu unterbinden. Als Beweismaterial hält Magnum das Tonband des kleinen Mädchens Beth Bowman in der Hinterhand. Anmerkungen: Das kleine Mädchen Beth Bowman wird von der Schauspielerin Natalie Gregory dargestellt, die 1985 die Hauptrolle der Alice in dem Fantasy-Film Alice im Wunderland spielte. Die Schauspielerin Barbara Rush, die die Mutter und Großmutter Ann Carrington mimt, ist in der Episode "Zwischen zwei Fronten" (Staffel 7, Folge 20) als Magnums Tante Phoebe zu sehen. Bei der klassischen Piano-Melodie, die mehrmals zu hören ist, etwa zu Beginn der Episode, wenn das Mädchen Beth diese Melodie summt und eine Schallplatte auflegt, handelt es sich um die Klaviersonate Nr. 11 von Wolfgang Amadeus Mozart von 1783. Als Schauplatz der Handlung dient das historische Gebäude Aliʻiōlani Hale in Honolulu, Hawaii, in dem der Supreme Court of Hawaii tagt. Die attraktive Dame, die in einer dunklen Corvette an der roten Ampel neben Magnum hält, ist das Model Tina Machado, die im Februar 1985 zur Miss Hawaii gekürt wurde, jedoch wenige Tage später diesen Titel wieder aberkannt bekam, da sie mit 25 Jahren streng betrachtet zu alt für diesen Wettbewerb war. Ferner hat der hawaiianische Sänger und Entertainer Dick Jensen einen Gastauftritt als Autoverkäufer Willie. Alternativtitel (RTL): Gerechtigkeit für Debbie Carrington (21. Feb. 1997) |           |                                 |                               |                      |                                       |
| 92 | 8         | Schule der Schnüffler           | Murder 101                    | 15. Nov. 1984        | 10. Sep. 1985                         |
| An einem College hält Magnum als Dozent einen Fortbildungskurs über die Arbeit eines Privatdetektivs für angehende Detektive. An dem Kurs müssen mindestens acht Studenten teilnehmen, damit er stattfinden kann. Wegen seiner unkonventionellen Lehrmethoden gerät Magnum dabei in Konflikt mit dem leitenden Hochschulmitarbeiter Mr. Gaylord. Für eine Feldstudie wagt sich Dozent Magnum mit seinen Studenten raus auf die Straße, um in der Praxis einem echten Kriminalfall nachzugehen. An dem Weiterbildungskurs nimmt Stacy Dayton teil, die nach ihrem Verlobten Theodore "Ted" Hazlett sucht, der am Flughafen, an dem ihn Stacy mit dem Auto absetzte, eine Reise nach Seattle hätte antreten sollen, jedoch dort plötzlich verschwunden ist. In Seattle hätte Theodore Hazlett angeblich einen kranken Onkel besuchen sollen, was sich aber als Lüge herausstellt, da Theodore keine lebenden Tanten und Onkel hat. Stacy vermutet, dass ihr Verlobter sie mit einer anderen Frau betrügt. Deshalb suchen die Kursteilnehmer mit Magnum die Kneipe The Pipeline Bar auf, in der die vermisste Person Ted Hazlett zuletzt verkehrte und gesehen wurde. Zur Tarnung, während er den Barkeeper ausfragen will, gibt Magnum allen Gästen in der Kneipe eine Runde Bier aus. Auf der Herrentoilette gerät Magnum mit zwei dubiosen Männern in Anzügen in eine Schlägerei, die mit Gewalt aus dem Privatdetektiv herauspressen wollen, wo sich der verschwundene Ted Hazlett gegenwärtig aufhält. Von einem Barmädchen erfahren die Kursteilnehmer, dass Ted ein Apartment in einem Motel bewohnt. Vor dem Hotel treffen die Studenten auf Ted Hazlett, der jedoch die Flucht ergreift und in einem Auto davonrast. Aus einem Container der Müllabfuhr vor dem Hotel entwendet Magnum mehrere Müllsäcke, um darin im Klassenzimmer mit seinen Schützlingen nach Hinweisen in Bezug auf Ted Hazlett zu wühlen. Beruflich arbeitet Ted als Bankkaufmann. Im Hausmüll findet der College-Kurs schriftliche Einzahlungsbelege eines Bankkontos, denen die Teilnehmer entnehmen, dass Ted Hazlett in illegale Transaktionen zur Geldwäsche in Millionenhöhe verwickelt ist. Anmerkungen: Die Dreharbeiten zu dieser Episode fanden an der University of Hawaiʻi at Mānoa und im Flughafen Daniel K. Inouye International Airport in Honolulu, Hawaii statt. In der Rolle des Kursteilnehmers Danny tritt der Schauspieler Tom Shadyac auf, der in der Filmindustrie von Hollywood vor allem als Regisseur erfolgreich wurde und die Karriere des Schauspielers und Komikers Jim Carrey beflügelte. Shadyac führte Regie bei den Jim-Carrey-Komödien Ace Ventura – Ein tierischer Detektiv von 1994, Der Dummschwätzer von 1997 und Bruce Allmächtig von 2003. Die hawaiianische Sängerin, Pianistin und Philanthropin Carole Kai hat einen kurzen Auftritt als Mitarbeiterin eines Autoverleihs im Flughafen. In der Episode gibt es einen Filmfehler: Während der Verfolgungsjagd zwischen Ted Hazlett in einem Auto und Magnum mit den Kursteilnehmern in einem Van löst sich die Radkappe des rechten Hinterrads des Vans und rollt davon. In der nächsten Einstellung sitzt die Radkappe wieder fest verschraubt am Hinterrad. In der englischen Sprache stehen die drei Zahlen "101", die im Originaltitel "Murder 101" enthalten sind, für die Bezeichnung "... für Anfänger", somit lautet der originale Titel ins Deutsche übersetzt "Mord für Anfänger". Alternativtitel (RTL): Mord für Anfänger (24. Feb. 1997) |           |                                 |                               |                      |                                       |
| 93 | 9         | Tran Quoc Jones                 | Tran Quoc Jones               | 29. Nov. 1984        | 13. Feb. 1990                         |
| Auf den Straßen von Honolulu schlägt sich der zehnjährige vietnamesische Junge Tran Quoc Jones, der ohne seine Eltern lebt, als Souvenirverkäufer durch. Als ihm eine fremde Frau eine weiße Skulptur stiehlt, rennt er der Diebin hinterher. In einer menschenleeren Seitengasse wird Tran Quoc Jones zufällig Zeuge eines Mordes an der Frau: Ein kräftiger Mann mit Glatze rammt der Frau ein Messer in den Bauch. In der Vergangenheit musste Tran Quoc Jones in einem Waisenhaus aufwachsen. Im King Kamehameha Club sucht Tran Quoc den Privatdetektiv Magnum auf, in der Hoffnung, dass er ihm bei der Suche nach seinem Vater hilft. Um ihn vor der Einwanderungsbehörde zu verstecken, bringt Magnum den Jungen auf dem Anwesen unter. Während seines dortigen Aufenthalts freundet sich der vietnamesische Junge mit Higgins an. Indes betreibt Jim "Mac" Bonnick, ein Kumpel von Magnum, einen Verkaufsstand für frische Ananas auf der Straße, um mafiösen Schutzgelderpressern nachzuspüren, die den örtlichen Händlern das Geld abknöpfen. Magnum soll ihn unterstützen, den Erpressern auf der belebten Händlermeile eine Falle zu stellen. Im Gegenzug beschafft Jim "Mac" Bonnick, der über nachrichtendienstliche Kontakte verfügt, dem Privatdetektiv nähere Informationen über den Vater des Jungen Tran Quoc Jones. Gleichzeitig erfährt Magnum, dass es sich bei der erstochenen Frau in der Seitengasse um das Call Girl Honey Lester handelt. Zur Unterstützung der Suche nach dem Vater des vietnamesischen Jungen schaltet sich der Politiker Richard "Dick" Hasley ein, der sich im Wahlkampf befindet und den Fall Tran Quoc Jones öffentlichkeitswirksam inszeniert. Jim "Mac" Bonnick findet heraus, dass der Vater des Kindes als Soldat im Vietnamkrieg fiel. In seinem Rucksack findet Tran Quoc Jones belastende Dokumente in Bezug auf einflussreiche Verbrecher der organisierten Unterwelt auf Hawaii, die ihm das Call Girl Honey Lester heimlich zugesteckt hatte, bevor die Frau erstochen wurde. Honey Lester hatte eine Affäre mit dem verheirateten Politiker Richard "Dick" Hasley, was dessen politischer Karriere schaden könnte, sollte das Verhältnis öffentlich werden. Anmerkungen: Die Melodie, die der vietnamesische Junge Tran Quoc Jones auf dem Saxofon von Magnum bläst, ist der Beatles-Song Hey Jude von 1968. In der Rolle des Tran Quoc Jones ist der Schauspieler Roland Harrah III zu sehen, der am 20. Januar 1973 zur Welt kam und am 3. Januar 1995 Suizid beging, wenige Tage vor seinem 22. Geburtstag. Als glatzköpfiger Mörder, der das Call Girl Honey Lester, verkörpert von Schauspielerin Robbie Dernehl, mit einem Messer ersticht, tritt der Schauspieler und Stuntman Robert Tessier auf, der als Fallschirmjäger im Koreakrieg diente. In dem Film Ein stahlharter Mann von 1975 spielt Tessier an der Seite von Charles Bronson. Den Assistenten des Politikers Richard "Dick" Hasley, dargestellt von Rick Lenz, spielt der Schauspieler Terry Kiser, der als toter Versicherungschef Bernie Lomax in der Komödie Immer Ärger mit Bernie von 1989 einige Bekanntheit erlangte. Als Schutzgelderpresser mit Schnurrbart tritt der hawaiianische Sänger und Gitarrist Glenn Pinho auf. Alternativtitel (RTL): Das Organisierte Verbrechen (25. Feb. 1997) |           |                                 |                               |                      |                                       |
| 94 | 10        | Luther Gillis schlägt wieder zu | Luther Gillis: File #001      | 6. Dez. 1984         | 17. Sep. 1985                         |
| Für seinen Arbeitgeber Robin Masters übernimmt Magnum einen Unterschlagungsfall. Deshalb recherchiert Magnum mit Anzug und Krawatte als Angestellter getarnt in einer Bank. Gleichzeitig möchte Higgins, der Opfer eines Erpressers ist und regelmäßig Schutzgeld zahlen muss, seinen Mitbewohner dafür engagieren, dem Erpresser das Handwerk zu legen. Da Magnum wegen des Unterschlagungsfalls keine Zeit hat, reicht er den Auftrag an Privatdetektiv Luther H. Gillis aus St. Louis weiter, mit dem Magnum bereits etliche Abenteuer erlebte. In einer Country-Bar, die Higgins und Luther H. Gillis bei ihren Ermittlungen betreten, um Hinweise über eine Zielperson namens Warren Brummer zu erhalten, gibt sich Higgins als sein texanischer Halbbruder Elmo Ziller aus und spielt Billard mit Geldeinsätzen gegen einen Cowboy. Nachdem Higgins den Cowboy im Billard geschlagen hat, erhalten er und Luther von den aufgebrachten Kneipenbesuchern eine Tracht Prügel. Dafür kann das Duo jedoch in Erfahrung bringen, dass der Erpresser Warren Brummer im Hafengebiet arbeitet. In der Dunkelheit der Nacht begeben sich Higgins und Luther zu den Docks. In einem Container inmitten von Fischen finden sie den Mann Warren Brummer tot auf. Aufgrund des Mordfalls, in den sich Lieutenant Tanaka einschaltet, dürfen Higgins und Gillis die Stadt nicht verlassen, solange das mörderische Verbrechen nicht aufgeklärt ist. Anmerkungen: Das Passwort "Rosebud", das Magnum in den Computer der Bank eingibt, ist ein zentraler Begriff in der Handlung des schwarzweißen Filmklassikers Citizen Kane von 1941, in dem der Schauspieler Orson Welles die Hauptrolle verkörpert. Im englischsprachigen Original spricht Orson Welles die Stimme von Robin Masters, die Magnum zu Beginn der Episode am Telefon hört. In der deutschen Synchronisation spricht der Schauspieler Mario Adorf die Stimme von Robin Masters. Alternativtitel (RTL): Der Ersatz-Detektiv (26. Feb. 1997) |           |                                 |                               |                      |                                       |
| 95 | 11        | Das Leben ist ein Roman         | Kiss of the Sabre             | 13. Dez. 1984        | 29. Mai 1990                          |
| Im Gästehaus auf dem Anwesen quartiert sich die Krimiautorin Betty Windom, eine enge Freundin von Schriftsteller Robin Masters, vorübergehend ein, um in Ruhe das Manuskript für ihren nächsten Roman zu vollenden, weshalb der lautstark protestierende Magnum auf Anweisung von Higgins ins Haupthaus ausweichen muss. Dabei beginnt die von einer Schreibblockade gehemmte Autorin, sich von den spannenden Fällen, denen Privatdetektiv Magnum nachgeht, inspirieren zu lassen. Gegen seinen Willen begleitet sie Magnum auf seinen Terminen und erteilt ihm sogar ermittlungstechnische Ratschläge. Bis Magnum und Betty einem Netzwerk von Versicherungsbetrügern in Bezug auf einen Autounfall mit einem schwer verletzten Unfallopfer im Krankenhaus in die Quere kommen und dadurch in mörderische Lebensgefahr geraten. Ein vermummter Baggerfahrer unternimmt den Versuch, den in einem Kleinwagen sitzenden Magnum mit der Baggerschaufel zu erschlagen. Als dieser Mordanschlag misslingt, blicken Magnum und Betty später mit hinter dem Rücken gefesselten Händen in den Lauf des Revolvers von skrupellosen Verbrechern. Anmerkungen: Die Episode springt zwischen zwei Handlungsebenen hin und her, nämlich zwischen der Fiktion der Krimiautorin Betty Windom, in der Magnum unter dem erfundenen Namen Sebastian Sabre als mondäner und reicher Privatdetektiv in einem Privatjet um die Welt fliegt, und der Wirklichkeit der eigentlichen Episode, die von einem Versicherungsbetrug handelt, in den sogar korrupte Mitarbeiter in einem Krankenhaus verwickelt sind. Die Magnum-Episode ist als Parodie auf die actionreichen Filme des britischen Geheimagenten James Bond angelegt. Auch die Filmmusik der Episode ähnelt einem James-Bond-Thema. In der Doppelrolle des Bösewichts Dr. Ling und des betrügerischen Mediziners Dr. Bill Su tritt der koreanische Schauspieler Soon-Tek Oh auf, der in dem James-Bond-Film Der Mann mit dem goldenen Colt von 1974 als Inspektor Hip zu sehen ist. In der von Krimiautorin Betty Windom erdachten Geschichte fährt Higgins als Butler Boris den wohlhabenden Privatdetektiv Sebastian Sabre in einem grauen Mercedes-Benz W 100 umher. Als dubioser Rechtsanwalt tritt der Schauspieler Paul Gleason auf, der zudem Rollen in den Spielfilmen Die Glücksritter von 1983, The Breakfast Club von 1985 und Stirb langsam von 1988 hat. Alternativtitel (RTL): Doppelleben (27. Feb. 1997) |           |                                 |                               |                      |                                       |
| 96 | 12        | Spielchen und Steinchen         | Little Games                  | 3. Jan. 1985         | 7. Nov. 1989                          |
| Ohne Bedacht spielt Magnum bei einem Glas Milch und Keksen auf dem teuren Computer, der ausschließlich dazu dient, das elektronische Sicherheitssystem des Robin-Masters-Anwesens zu steuern, ein spannendes Textadventure. Als Magnum in dem Computerspiel gegen den virtuellen Dungeon Master verliert, verursacht er versehentlich einen kompletten Systemabsturz. In der folgenden Nacht hat deshalb die Versicherungs-Verstreterin Krista Villeroch leichtes Spiel, mit dem Auftrag, das Alarmsystem auf Sicherheitslücken zu überprüfen, in das Haupthaus unbemerkt einzubrechen. Am nächsten Tag unterrichtet Fachfrau Krista Villeroch mit einem süffisanten Grinsen den bestürzten Higgins über die systemtechnischen Fehler. Auf dem Anwesen soll in wenigen Tagen eine Präsentation kostbarer Juwelen bedeutender Schmuckdesigner im Wert von 170 Millionen Dollar stattfinden. Im Rahmen der Präsentation wird Higgins den besten Schmuckdesigner küren. In Bezug auf die zu versichernden Schmuckstücke verlangt der Versicherer höchste Standards zur Abwehr von Bedrohungen. Um die hauseigene Alarmanlage erneut auf die Probe zu stellen, diesmal mit dem durch Hilfsprogrammierer Jim "Mac" Bonnick stabil hochgefahrenen Rechner, hinterlegt Magnum zum Test seinen Teamring mit dem Lothringer Kreuz im Safe von Robin Masters. Mit der Versicherungsagentin Krista Villeroch geht Magnum die Wette ein, dass es die Spezialistin nicht schafft, innerhalb von 24 Stunden das sensibel justierte System zu überwinden, um den Ring aus dem verschlossenen Safe an sich zu nehmen. Während eines abendlichen Empfangs mit den vornehmen Ausstellern der zu präsentierenden Juwelen stellt sich heraus, dass die Gutachterin Krista Villeroch die Tochter des berüchtigten Juwelendiebs Doc Villeroch ist, von dem sie die Fertigkeiten eines versierten Einbrechers vererbt bekam. Aus diesem Grund gilt Krista in der Gesellschaft der reichen Schmuckhändler als unerwünschte Person. Von ihrem Vater lässt sich die moralisch integre Krista Villeroch, die nebenbei mit Magnum zu flirten beginnt, dazu überreden, mit dem vertraulichen Wissen über den dort installierten Einbruchschutz in die Villa von Robin Masters einzusteigen, um klammheimlich die wertvollen Juwelen zu entwenden. Anmerkungen: Den gealterten Juwelendieb Doc Villeroch verkörpert der Schauspieler Cesar Romero, der in den 1960er Jahren den Bösewicht Joker in der Fernsehserie Batman mit Hauptdarsteller Adam West als Batman gespielt hat. Dabei tritt Darsteller Cesar Romero erst ab der 34. Minute der Magnum-Episode in Erscheinung. Als Sicherheitsexpertin Krista Villeroch ist die Schauspielerin Jenny Agutter zu sehen, bekannt aus der Horrorkomödie American Werewolf von 1981. Bei dem Computerspiel, das Thomas Magnum am Anfang der Episode zockt, handelt es sich nicht um das Computerspiel Dungeon Master, das erst zwei Jahre nach der US-amerikanischen Erstausstrahlung der Magnum-Folge auf den Markt kam. Stattdessen ist das fiktive Spiel, vor dem Magnum sitzt, inspiriert von den Computerspielen 3D Monster Maze und Dungeons of Daggorath. In einem Gespräch mit Krista Villeroch über berühmte Schmuckhändler wie Tiffany, Cartier und Bulgari erwähnt Magnum den Hope-Diamanten. Alternativtitel (RTL): Diamantenrausch (28. Feb. 1997) |           |                                 |                               |                      |                                       |
| 97 | 13        | Professor Jonathan Higgins      | Professor Jonathan Higgins    | 10. Jan. 1985        | 27. Feb. 1990                         |
| Auf dem Anwesen trifft die aus dem fernen Großbritannien eingeflogene Sally Ponting ein, eine Cousine fünften Grades von Higgins, um auf Hawaii den Bund der Ehe mit einem sozial hochgestellten Gentleman einzugehen. Zum Entsetzen von Higgins erweist sich seine entfernte Verwandte Sally nicht als distinguierte Dame mit perfekten Manieren, sondern als flippige Punkerin in flamboyanten Klamotten, mit orange gefärbten Haaren und losem Mundwerk. Um seine völlig taktlose Cousine in die feine Gesellschaft auf der Insel Hawaii einzuführen und auf die Hochzeit vorzubereiten, gibt Higgins der sich widersetzenden Sally, die ihren bescheidenen Lebensunterhalt in ihrer Heimatstadt London als Bedienung in einem englischen Pub hinter dem Tresen verdient, umfassenden Unterricht in Kultivierung, was Kleidung, Ausdrucksweise, Haltung und Bildung anbelangt. Nebenbei weint sich Agatha Chumley bei Higgins aus: Durch den Verkauf von Kuchen erwirtschaftete Kassiererin Agatha Chumley mit ihren Freundinnen vom Wohltätigkeitsverein eine Summe von 10.000 Dollar, mit der selbstlosen Absicht, das Geld einem Krankenhaus zu spenden. Um den Geldbetrag gewinnbringend anzulegen, zahlte Agatha die Summe auf das zinsträchtige Konto einer nebulösen Investmentbank ein, die nun bankrottgegangen ist. Wodurch die Einzahlungen der pflichtbewussten Agatha Chumley verloren gegangen sind. Mit seinem detektivischen Spürsinn geht Magnum für Agatha dem Fall auf den Grund. Dabei findet Magnum heraus, dass hinter dem Geldinstitut kriminelle Betrüger stecken. Außer sich vor Freude erfährt Magnum zudem per Post, beim Gewinnspiel einer Lebensmittelfirma für Tiefkühlpizza einen Aufenthalt im Walt Disney World Resort in Florida gewonnen zu haben. Anmerkungen: In der Rolle der hemdsärmeligen Sally Ponting ist die Schauspielerin Jillie Mack zu sehen, die Ehefrau von Hauptdarsteller Tom Selleck, mit der Selleck seit 1987 verheiratet ist. In der TV-Serie Magnum war Jillie Mack bereits in der Episode "Blütenzauber" (Staffel 4, Episode 77) für einen kurzen Augenblick als britische Besucherin einer Party in Magnums Gästehaus und als Stepptänzerin in der Episode "Die Hellseherin" (Staffel 5, Episode 90) zu erleben. In Bezug auf das Thema Kultiviertheit vergleichen Magnum und Higgins die Typveränderung von Sally mit der Handlung des Spielfilms My Fair Lady mit den Schauspielern Audrey Hepburn und Rex Harrison von 1964 und dem Theaterstück Pygmalion mit den Schauspielern Mrs. Patrick Campbell und Sir Herbert Beerbohm Tree. Dabei spricht Magnum den Hausverwalter Jonathan Higgins mit dem Namen Henry Higgins an, was sowohl der Rollenname von Rex Harrison in dem Film My Fair Lady als auch der Rollenname von Beerbohm Tree in dem Theaterstück Pygmalion von George Bernard Shaw von 1913 ist. Inhaltlich geht My Fair Lady auf Pygmalion zurück. Von dem Rollennamen Professor Henry Higgins leitet sich der englische Originaltitel dieser Magnum-Episode ab. Im englischsprachigen Original singt Sally bei der Gartenparty, während sie das alkoholische Getränk "Mitternachtsblitz" in einer Bowle anrührt, das Lied Lambeth Walk von 1937. Als Drehort für die Hochzeitsszenen diente die St. Andrew's Cathedral in Honolulu, Hawaii, die ebenso in der Episode "Familiengeschäfte" (Staffel 3, Episode 57) zu sehen ist. Alternativtitel (RTL): Geplatzte Träume (3. Mär. 1997) |           |                                 |                               |                      |                                       |
| 98 | 14        | Unter Druck                     | Compulsion                    | 24. Jan. 1985        | 13. März 1990                         |
| Ein Unbekannter terrorisiert Staatsanwältin Carol Baldwin mit anonymen Anrufen. Außerdem verschwindet Carols Hund spurlos, ein weiblicher Pekinese namens Chelsea. Deshalb bittet Carol den mit ihr befreundeten Privatdetektiv Thomas Magnum um Hilfe. Von dem ihr nachstellenden Fremden erhält Carol ein Päckchen, aus dem zum Schreck der Juristin eine Spinne herauskrabbelt, mit einem zerknüllten Zeitungsbericht darin über den alten Kriminalfall Joey "Lazarus" Lynwood von November 1968. Bei der Spinne handelt es sich, wie später im Labor eine Ärztin feststellt, um eine ungefährliche Wolfsspinne. Der Justizfall Lazarus war der letzte Fall von Carols verstorbenem Vater, der ebenfalls als Staatsanwalt tätig war. In Bezug auf eine mögliche Entlassung auf Bewährung für den seit Jahren im Gefängnis sitzenden Straftäter Joey "Lazarus" Lynwood soll Staatsanwältin Carol, die sich gegen eine vorzeitige Haftentlassung des Verurteilten stellt, demnächst vor Gericht aussagen. Aus diesem Grund vermutet Carol Baldwin nahestehende Angehörige von Lazarus hinter den namenlosen Angriffen gegen sie. Unterdessen gerät Higgins in eine persönliche Bredouille: Während einer jahrelangen Korrespondenz mit einem ehemaligen Kameraden aus seiner Zeit als junger Kadett an der englischen Militärakademie Sandhurst gab sich Jonathan Higgins, um sich aus Geltungssucht mit fremden Federn zu schmücken, als reicher Besitzer des hawaiianischen Robin-Masters-Anwesens aus. Als nun drei alte Freunde im Rahmen einer Sandhurst-Jubiläumsfeier in Honolulu auf Hawaii zu Besuch kommen, muss ihnen Higgins reumütig gestehen, lediglich ein angestellter Majordomus der paradiesischen Villa zu sein. Vor seiner Beichte helfen ihm Magnum, der als Butler verkleidet mit Rick kostümiert als Hauskoch einen exquisiten Lunch serviert, und der im Garten landende T.C., der sich als privater Hubschrauberpilot von Higgins ausgibt, die Fassade des schönen Scheins aufrechtzuerhalten. Im Hinblick auf den obskuren Stalker von Staatsanwältin Carol Baldwin ist kein Mitglied des Lazarus-Clans der im Verborgenen agierende Übeltäter, sondern ihr Justizkollege Steve Elliott, der sich ursprünglich als hilfsbereiter Mitarbeiter hervortat und sich zu Carol hingezogen fühlt. In einer abgeschiedenen Waldhütte bedroht Steve Elliott seine von ihm entführte und an einen Stuhl gefesselte Kollegin Carol Baldwin mit einem Gewehr. Doch Magnum eilt ihr zu Hilfe und kann den Entführer überwältigen. Anmerkungen: In der Rolle des Sandhurst-Kameraden Lord Archibald "Binkie" Smythe-White tritt der Schauspieler David Hemmings auf, der 1966 in dem britisch-italienischen Thriller Blow Up von Regisseur Michelangelo Antonioni in der Hauptrolle des Fotografen Thomas weltweite Berühmtheit erlangte. Darüber hinaus führte David Hemmings bei dieser Magnum-Episode die Regie. In der deutschen Synchronisation spricht der bekannte Synchronsprecher Friedrich Schoenfelder die Stimme von Archibald "Binkie" Smythe-White. Den geistesgestörten Stalker Steve Elliott spielt Schauspieler John Pleshette, der in dem zweiteiligen US-Fernsehfilm The Trial of Lee Harvey Oswald von 1977 den John F. Kennedy-Attentäter Lee Harvey Oswald verkörpert. Am Anfang der Episode sitzt Staatsanwältin Carol Baldwin in ihrem VW Golf und hört darin das Trinklied Libiamo ne' lieti calici aus der Oper La traviata des italienischen Komponisten Giuseppe Verdi von 1853. Später sitzt Carol telefonierend in ihrem Büro und es erklingt das Lied Caro nome che il mio cor aus Verdis Oper Rigoletto von 1851. Zur Vorbereitung auf den Besuch seiner drei Sandhurst-Kameraden drapiert Higgins den Schreibtisch in seinem Arbeitszimmer mit gerahmten schwarz-weißen Fotos, auf denen man ihn mit dem Offizier Bernard Montgomery und dem britischen Premierminister Winston Churchill sieht. Zu Beginn der Episode möchte Magnum seine Freundin Carol Baldwin für eine Tasse Jamaica Blue Mountain-Kaffee aus dem Geheimvorrat an Bohnen des abwesenden Higgins begeistern. Alternativtitel (RTL): Notlüge mit Folgen (4. Mär. 1997) |           |                                 |                               |                      |                                       |
| 99 | 15        | Alle für einen Teil 1           | All for One Part 1            | 31. Jan. 1985        | 5. März 1997                          |
| 100 | 16        | Alle für einen Teil 2           | All for One Part 2            | 7. Feb. 1985         | 6. März 1997                          |
| 101 | 17        | Das Albtraumschiff              | The Love-For-Sale-Boat        | 14. Feb. 1985        | 6. Feb. 1990                          |
| Alternativtitel (RTL): Käpt’n Rick (7. Mär. 1997) |           |                                 |                               |                      |                                       |
| 102 | 18        | Lieder aus dem Jenseits         | Let Me Hear The Music         | 21. Feb. 1985        | 20. Feb. 1990                         |
| Alternativtitel (RTL): Liebeslieder eines Toten (10. Mär. 1997) |           |                                 |                               |                      |                                       |
| 103 | 19        | Mein Mann ist verschwunden      | Mrs. Jones                    | 7. März 1985         | 27. März 1990                         |
| Alternativtitel (RTL): Künstliche Intelligenz (11. Mär. 1997) |           |                                 |                               |                      |                                       |
| 104 | 20        | Der Mann aus Marseilles         | The Man From Marseilles       | 14. März 1985        | 31. Okt. 1989                         |
| Alternativtitel (RTL): Späte Rache (12. Mär. 1997) |           |                                 |                               |                      |                                       |
| 105 | 21        | Thora                           | Torah! Torah! Torah!          | 28. März 1985        | 14. Apr. 1991                         |
| Alternativtitel (RTL): Alte Freunde (13. Mär. 1997) |           |                                 |                               |                      |                                       |
| 106 | 22        | Hinter Gittern                  | A Pretty Good Dancing Chicken | 4. Apr. 1985         | 10. Apr. 1990                         |
| Reichlich naiv lässt sich Becky Damon zusammen mit ihrem kriminellen Freund Darryl in illegale Waffengeschäfte verstricken. Doch die Übergabe endet in einem Fiasko und mit einer schwer verletzten Becky. Während Darryl verhaftet wird, bleibt Becky verschwunden und gilt als tot. Dies will ihr Vater Jack jedoch nicht wahrhaben und so heuert er Magnum an, sich des Falls anzunehmen. Doch um an verwertbare Informationen kommen zu können, muss Magnum unter einem Vorwand selber ins Gefängnis wandern. Dieses Vorhaben entpuppt sich jedoch als weitaus gefährlicher, als alle Beteiligten erwartet hatten, da ein durch Magnums Hilfe verurteilter Schwerverbrecher plötzlich auftaucht und dem Privatdetektiv heftig zusetzt. Da Jack Damon zudem Magnums Arbeit übereifrig behindert, wird die Lage zunehmend dramatischer. Anmerkungen: Die in der Filmgeschichte häufig aufgegriffene Idee, einen Unschuldigen undercover ins Gefängnis zu Ermittlungszwecken einzuschleusen, wird hier durch eine zusätzliche Pointe erweitert, indem eine dritte Person die Tarnung auffliegen lässt, um am Ende aber doch den entscheidenden Ausbruch zu ermöglichen. Alternativtitel (RTL): Ballettschuhe und heiße Waffen (14. Mär. 1997) |           |                                 |                               |                      |                                       |

## Staffel 6
| Nr. (ges.) | Nr. (St.) | Deutscher Titel                       | Originaltitel                                                            | Erstausstrahlung USA | Deutschsprachige Erstausstrahlung (D) |
| --- | --------- | ------------------------------------- | ------------------------------------------------------------------------ | -------------------- | ------------------------------------- |
| 107 | 1         | London Trip Teil 1                    | Deja Vu                                                                  | 26. Sep. 1985        | 24. Juli 1990                         |
| Alternativtitel (RTL): England sehen und Sterben Teil 1 (17. Mär. 1997) |           |                                       |                                                                          |                      |                                       |
| 108 | 2         | London Trip Teil 2                    | Deja Vu                                                                  | 26. Sep. 1985        | 7. Aug. 1990                          |
| Alternativtitel (RTL): England sehen und Sterben Teil 2 (18. Mär. 1997) |           |                                       |                                                                          |                      |                                       |
| 109 | 3         | Der Tag des Delphin                   | Old Acquaintance                                                         | 3. Okt. 1985         | 6. März 1990                          |
| Schon zu College-Zeiten war Magnums Freundin Goldie Morris eine politische Aktivistin, und auch heute, viele Jahre nach ihrer letzten Begegnung, hat sie nichts von ihrem Kampfgeist verloren. Unbeabsichtigt schlittert sie gemeinsam mit Magnum, Higgins, T.C. und Rick in einen spektakulären Attentatsversuch auf einen Diktator, bei dem ein Delfin eine wichtige Rolle spielt. Erst nachdem Magnum alle Puzzleteile zusammengesetzt hat, ergibt sich ein klareres Bild. Doch bis zur Vereitelung des Anschlags sind noch viele Hindernisse zu überwinden. Anmerkungen: Ständig offene Schnürsenkel bei Goldie Morris sorgen für einen gelungenen Running-Gag und verleiten Magnum in seinen typischen Off-Kommentaren zu zum Teil philosophischen Kommentaren. Alternativtitel (RTL): Die schwimmende Bombe (19. Mär. 1997) |           |                                       |                                                                          |                      |                                       |
| 110 | 4         | Sturm über Hawaii                     | The Kona Winds                                                           | 10. Okt. 1985        | 28. Nov. 1989                         |
| Alternativtitel (RTL): Die große Lüge (20. Mär. 1997) |           |                                       |                                                                          |                      |                                       |
| 111 | 5         | Der Hotelschnüffler                   | The Hotel Dick                                                           | 17. Okt. 1985        | 20. März 1990                         |
| Magnum hat seinen „beharrlichen Versuch, ein Leben als Genussmensch zu führen“ aufgegeben und das Gästehaus des Anwesens gegen ein fensterloses Büro im Hawaiian Gardens Hotel getauscht. Dort arbeitet er als festangestellter Hoteldetektiv, wobei er im Wesentlichen damit beauftragt ist, „die Katze“ dingfest zu machen, welche für eine ganze Reihe von Diebstählen im Hotel verantwortlich ist und der es bisher dank Schnelligkeit und Wendigkeit gelungen ist, ihre Verfolger abzuschütteln, darunter auch Magnum. Der Geschäftsführer des Hawaiian Gardens, Mr. Clyde Daltrey erwartet von Magnum eine rasche Enttarnung „der Katze“, da in Kürze die siebte internationale Zusammenkunft der Juwelendesigner mit einer hochkarätigen Juwelenausstellung im Hotel ansteht. Außerdem muss Magnum auch noch die Prostituierte Lesley beschützen, die unfreiwillig vertrauliche Informationen von einem ihrer Kunden, dem Verbrecher Willard X. Huxley, aufgeschnappt hat und jetzt von diesem gejagt wird. Wie sich im Laufe von Magnums Ermittlungen herausstellt, besteht ein Zusammenhang zwischen dem Geschäftsführer Mr. Daltrey, Willard X. Huxley und der Juwelenausstellung. Anmerkungen: Diese Folge weist einen verspielten Gag auf, der mit der Handlung überhaupt nichts zu tun hat und in die Hintergrundszenerie eingebettet ist, durch sein zweimaliges Auftauchen aus dieser allerdings hervorgehoben wird. Dabei legt jeweils ein untersetzter älterer Herr einen grandiosen Bauchklatscher in den Swimming-Pool hin. Der O-Ton der unmittelbar darauf folgenden Szene der Haupthandlung wird währenddessen schon eingeblendet und dient als Kommentar zum Bauchklatscher. Beim zweiten Mal wird neben dem Bauchklatscher auch der Gag als solcher kommentiert, indem Higgins anmerkt, das sei grotesk und Rick hinzufügt, das es überhaupt keinen Sinn ergebe. Alternativtitel (RTL): Die Katze lässt das Mausen nicht (21. Mär. 1997) |           |                                       |                                                                          |                      |                                       |
| 112 | 6         | Tödlicher Schuss                      | Round And Around                                                         | 24. Okt. 1985        | 24. Apr. 1990                         |
| Alternativtitel (RTL): Falscher Verdacht (24. Mär. 1997) |           |                                       |                                                                          |                      |                                       |
| 113 | 7         | Heimkehr                              | Going Home                                                               | 31. Okt. 1985        | 14. Aug. 1990                         |
| Anmerkungen: In der ersten Szene der Folge posiert die Familie Magnum in einem alten Film vor einem 1955er Chevrolet. Da Magnums Vater am 4. Juli in Korea gefallen ist, also spätestens am 4. Juli 1953, wahrscheinlicher aber am 4. Juli 1952, hätte Magnums Vater zum Zeitpunkt des Films längst tot sein müssen. Dass es zu dieser Ungenauigkeit in der Requisitenauswahl gekommen ist, mag vielleicht damit zusammen hängen, dass der 1955er Chevrolet in der populären US-amerikanischen Wahrnehmung für das Automobil der 1950er Jahre schlechthin gehalten wurde (und wird). Alternativtitel (RTL): Ein langer Abschied (25. Mär. 1997) |           |                                       |                                                                          |                      |                                       |
| 114 | 8         | Wildwest auf Hawaii                   | Paniolo                                                                  | 7. Nov. 1985         | 12. Dez. 1989                         |
| Alternativtitel (RTL): Wildwest unter Palmen (26. Mär. 1997) |           |                                       |                                                                          |                      |                                       |
| 115 | 9         | Jäger des verlorenen Schatzes         | The Treasure of Kalanio Pua                                              | 14. Nov. 1985        | 15. Mai 1990                          |
| Alternativtitel (RTL): Auf Schatzsuche (27. Mär. 1997) |           |                                       |                                                                          |                      |                                       |
| 116 | 10        | Blut und Ehre                         | Blood And Honour                                                         | 24. Nov. 1985        | 21. Apr. 1991                         |
| Alternativtitel (RTL): Verrat in Pearl Harbor (1. Apr. 1997) |           |                                       |                                                                          |                      |                                       |
| 117 | 11        | In der Tiefe                          | Rapture                                                                  | 28. Nov. 1985        | 21. Aug. 1990                         |
| Alternativtitel (RTL): Das nasse Grab (2. Apr. 1997) |           |                                       |                                                                          |                      |                                       |
| 118 | 12        | In der Manege                         | I Never Wanted To Go To France, Anyway ...                               | 2. Jan. 1986         | 18. Sep. 1990                         |
| Alternativtitel (RTL): Der Jahrmarktsmörder (3. Apr. 1997) |           |                                       |                                                                          |                      |                                       |
| 119 | 13        | Das schwarze Schaf                    | Summer School                                                            | 9. Jan. 1986         | 14. Nov. 1989                         |
| Alternativtitel (RTL): Der Hilfsdetektiv (4. Apr. 1997) |           |                                       |                                                                          |                      |                                       |
| 120 | 14        | Eine fast aussichtslose Situation     | Mad Dogs And Englishmen                                                  | –                    | –                                     |
| 121 | 15        | Diebe an Bord                         | All Thieves On Deck                                                      | 30. Jan. 1986        | 21. Nov. 1989                         |
| Alternativtitel (RTL): Das Alptraum-Schiff (8. Apr. 1997) |           |                                       |                                                                          |                      |                                       |
| 122 | 16        | Ein Kerl wie John Wayne               | This Island Isn’t Big Enough                                             | 13. Feb. 1986        | 18. Mai 1990                          |
| Alternativtitel (RTL): Überfall auf Hoher See (9. Apr. 1997) |           |                                       |                                                                          |                      |                                       |
| 123 | 17        | Mordverdacht                          | Way Of The Stalking Horse                                                | 20. Feb. 1986        | 5. Juni 1990                          |
| Alternativtitel (RTL): Der gekaufte Killer (10. Apr. 1997) |           |                                       |                                                                          |                      |                                       |
| 124 | 18        | Schenk mir einen Regenbogen           | Find Me A Rainbow                                                        | 13. März 1986        | 12. Juni 1990                         |
| Alternativtitel (RTL): Babyhandel (11. Apr. 1997) |           |                                       |                                                                          |                      |                                       |
| 125 | 19        | Das Attentat                          | Who Is Don Luis Higgins? And Why Is He Doing This Terrible Things To Me? | 20. März 1986        | 14. Apr. 1997                         |
| 126 | 20        | Ein bisschen Glück, ein bisschen Pech | A Little Bit Of Luck … A Little Bit Of Grief                             | 3. Apr. 1986         | 28. Aug. 1990                         |
| Alternativtitel (RTL): Glück im Spiel, Pech in der Liebe (15. Apr. 1997) |           |                                       |                                                                          |                      |                                       |
| 127 | 21        | Schnappschuss                         | Photo Play                                                               | 10. Apr. 1986        | 16. Jan. 1990                         |
| Alternativtitel (RTL): Fotografenpech (16. Apr. 1997) |           |                                       |                                                                          |                      |                                       |

## Staffel 7
| Nr. (ges.) | Nr. (St.) | Deutscher Titel                | Originaltitel                           | Erstausstrahlung USA | Deutschsprachige Erstausstrahlung (D) |
| --- | --------- | ------------------------------ | --------------------------------------- | -------------------- | ------------------------------------- |
| 128 | 1         | Tatort Los Angeles Teil 1      | L.A. (1)                                | 1. Okt. 1986         | 28. Apr. 1991                         |
| – Anmerkungen: – Alternativtitel (RTL): Tod einer Komikerin Teil 1(17. Apr. 1997) |           |                                |                                         |                      |                                       |
| 129 | 2         | Tatort Los Angeles Teil 2      | L.A. (2)                                | 1. Okt. 1986         | 5. Mai 1991                           |
| – Anmerkungen: – Alternativtitel (RTL): Tod einer Komikerin Teil 2 (18. Apr. 1997) |           |                                |                                         |                      |                                       |
| 130 | 3         | Die letzte Kugel               | A Picture Is Worth                      | 8. Okt. 1986         | 26. Juni 1990                         |
| – Anmerkungen: – Alternativtitel (RTL): Verständigungsschwierigkeiten (21. Apr. 1997) |           |                                |                                         |                      |                                       |
| 131 | 4         | Callgirl                       | Straight And Narrow                     | 15. Okt. 1986        | 1. Mai 1990                           |
| – Anmerkungen: – Alternativtitel (RTL): Schwesternliebe (22. Apr. 1997) |           |                                |                                         |                      |                                       |
| 132 | 5         | Giftiger Schnee                | A.A.P.I.                                | 22. Okt. 1986        | 12. Mai 1991                          |
| – Anmerkungen: – Alternativtitel (RTL): Der Pokal (23. Apr. 1997) |           |                                |                                         |                      |                                       |
| 133 | 6         | The Ripper                     | Death And Taxes                         | 29. Okt. 1986        | 25. Sep. 1990                         |
| – Anmerkungen: – Alternativtitel (RTL): Spur eines Killers (24. Apr. 1997) |           |                                |                                         |                      |                                       |
| 134 | 7         | Im Tal der Tempel              | Little Girl Who                         | 5. Nov. 1986         | 2. Juni 1991                          |
| – Anmerkungen: – Alternativtitel (RTL): Die verlorene Tochter (25. Apr. 1997) |           |                                |                                         |                      |                                       |
| 135 | 8         | Der Magnum-Higgins-Krieg       | Paper War                               | 12. Nov. 1986        | 5. Dez. 1989                          |
| – Anmerkungen: – Alternativtitel (RTL): Die Streithähne (3. Okt. 1997) |           |                                |                                         |                      |                                       |
| 136 | 9         | Immer wenn sie Krimis schreibt | Novel Connection (Magnum on Ice Part 1) | 19. Nov. 1986        | 3. Feb. 1991                          |
| – Anmerkungen: Erster Teil eines Crossovers mit Mord ist ihr Hobby. Teil zwei war die Mord-ist-ihr-Hobby-Folge Morde auf Hawaii. Alternativtitel (RTL): Konkurrenz vom Festland (3. Okt. 1997) |           |                                |                                         |                      |                                       |
| 137 | 10        | Die verlorene Insel            | Kapu                                    | 26. Nov. 1986        | 19. Dez. 1989                         |
| – Anmerkungen: – Alternativtitel (RTL): Gefangener auf Kapu (29. Apr. 1997) |           |                                |                                         |                      |                                       |
| 138 | 11        | Die Entführung                 | Missing Melody                          | 3. Dez. 1986         | 9. Juni 1991                          |
| – Anmerkungen: – Alternativtitel (RTL): Melody ist verschwunden (30. Apr. 1997) |           |                                |                                         |                      |                                       |
| 139 | 12        | Blumen des Todes               | Death Of The Flowers                    | 10. Dez. 1986        | 16. Juni 1991                         |
| – Anmerkungen: – Alternativtitel (RTL): Bittere Wahrheit (2. Mai 1997) |           |                                |                                         |                      |                                       |
| 140 | 13        | Auf einer Insel mit Higgins    | Autumn Warrior                          | 17. Dez. 1986        | 23. Juni 1991                         |
| – Anmerkungen: – Alternativtitel (RTL): Higgins auf dem Kriegspfad (5. Mai 1997) |           |                                |                                         |                      |                                       |
| 141 | 14        | Ein echter Klassiker (RTL)     | Murder By Night                         | 14. Jan. 1987        | 9. Mai 1997                           |
| – Anmerkungen: – |           |                                |                                         |                      |                                       |
| 142 | 15        | Mexiko Mafia                   | On The Fly                              | 21. Jan. 1987        | 10. Juli 1990                         |
| – Anmerkungen: – Alternativtitel (RTL): Das Schlitzohr (7. Mai 1997) |           |                                |                                         |                      |                                       |
| 143 | 16        | Rückblenden (RTL)              | Solo Flight                             | 4. Feb. 1987         | 9. Mai 1997                           |
| – Anmerkungen: – |           |                                |                                         |                      |                                       |
| 144 | 17        | Mit Vierzig ist alles vorbei   | Forty                                   | 11. Feb. 1987        | 24. Okt. 1989                         |
| – Anmerkungen: – Alternativtitel (RTL): Der vierzigste Geburtstag (12. Mai 1997) |           |                                |                                         |                      |                                       |
| 145 | 18        | Laura                          | Laura                                   | 25. Feb. 1987        | 30. Jan. 1990                         |
| – Anmerkungen: – Alternativtitel (RTL): Im Namen der Gerechtigkeit (13. Mai 1997) |           |                                |                                         |                      |                                       |
| 146 | 19        | Der letzte Vorhang             | Out Of Sync                             | 11. März 1987        | 11. Aug. 1991                         |
| – Anmerkungen: – Alternativtitel (RTL): Reich, berühmt und einsam (15. Mai 1997) |           |                                |                                         |                      |                                       |
| 147 | 20        | Liebe und Tod                  | The Aunt Who Came To Dinner             | 18. März 1987        | 17. Juli 1990                         |
| – Anmerkungen: – Alternativtitel (RTL): Zwischen zwei Fronten (14. Mai 1997) |           |                                |                                         |                      |                                       |
| 148 | 21        | Mordanklage gegen Rick         | The People Vs. Orville Wright           | 1. Apr. 1987         | 24. Feb. 1990                         |
| – Anmerkungen: – Alternativtitel (RTL): Sühne für einen nicht begangenen Mord (16. Mai 1997)                                                                                                   |           |                                |                                         |                      |                                       |
| 149 | 22        | Im Angesicht des Todes         | Limbo                                   | 15. Apr. 1987        | 14. Juli 1991                         |
| – Anmerkungen: – Alternativtitel (RTL): Eine andere Welt (20. Mai 1997) |           |                                |                                         |                      |                                       |

## Staffel 8
| Nr. (ges.)                                                                               | Nr. (St.) | Deutscher Titel                  | Originaltitel                        | Erstausstrahlung USA | Deutschsprachige Erstausstrahlung (D) |
| ---------------------------------------------------------------------------------------- | --------- | -------------------------------- | ------------------------------------ | -------------------- | ------------------------------------- |
| 150                                                                                      | 1         | Der vierte Mann                  | Infinity And Jelly Doughnuts         | 7. Okt. 1987         | 21. Juli 1991                         |
| – Anmerkungen: – Alternativtitel (RTL): Stimmen aus dem Jenseits (21. Mai 1997)          |           |                                  |                                      |                      |                                       |
| 151                                                                                      | 2         | Higgins flippt aus               | Pleasure Principle                   | 14. Okt. 1987        | 28. Juli 1991                         |
| – Anmerkungen: – Alternativtitel (RTL): Irrungen und Wirrungen der Psyche (22. Mai 1997) |           |                                  |                                      |                      |                                       |
| 152                                                                                      | 3         | Gangsterjagd mit Rita            | Innocence: A Broad                   | 28. Okt. 1987        | 4. Aug. 1991                          |
| – Anmerkungen: – Alternativtitel (RTL): Das Müllparadies (23. Mai 1997)                  |           |                                  |                                      |                      |                                       |
| 153                                                                                      | 4         | Tanakas Erbe                     | Tigers Fan                           | 4. Nov. 1987         | 18. Aug. 1991                         |
| – Anmerkungen: – Alternativtitel (RTL): Das Baseball-Talent (26. Mai 1997)               |           |                                  |                                      |                      |                                       |
| 154                                                                                      | 5         | Die Dame ist nicht fürs Feuer    | Forever In Time                      | 11. Nov. 1987        | 25. Aug. 1991                         |
| – Anmerkungen: – Alternativtitel (RTL): Die Rückkehr der Prinzessin (27. Mai 1997)       |           |                                  |                                      |                      |                                       |
| 155                                                                                      | 6         | Trügerische Liebe                | The Love That Lies                   | 18. Nov. 1987        | 1. Sep. 1991                          |
| – Anmerkungen: – Alternativtitel (RTL): Mutter bleibt Mutter (28. Mai 1997)              |           |                                  |                                      |                      |                                       |
| 156                                                                                      | 7         | Das verschwundene Testament      | A Girl Named Sue                     | 13. Jan. 1988        | 6. Okt. 1991                          |
| – Anmerkungen: – Alternativtitel (RTL): Ein Mädchen namens Sue (30. Mai 1997)            |           |                                  |                                      |                      |                                       |
| 157                                                                                      | 8         | Der Rächer                       | Unfinished Business                  | 20. Jan. 1988        | 15. Sep. 1991                         |
| – Anmerkungen: – Alternativtitel (RTL): Ein Mann hält sein Wort (2. Juni 1997)           |           |                                  |                                      |                      |                                       |
| 158                                                                                      | 9         | Der verlorene Sohn               | The Great Hawaiian Adventure Company | 27. Jan. 1988        | 22. Sep. 1991                         |
| – Anmerkungen: – Alternativtitel (RTL): Aufbruch zu neuen Ufern (3. Juni 1997)           |           |                                  |                                      |                      |                                       |
| 159                                                                                      | 10        | In der Höhle des Todes           | Legend Of The Lost Art               | 10. Feb. 1988        | 29. Sep. 1991                         |
| – Anmerkungen: – Alternativtitel (RTL): Eine Legende lebt (4. Juni 1997)                 |           |                                  |                                      |                      |                                       |
| 160                                                                                      | 11        | Wer ist Robin Masters?           | Transitions                          | 17. Feb. 1988        | 13. Okt. 1991                         |
| – Anmerkungen: – Alternativtitel (RTL): Der verschwundene Bestseller (5. Juni 1997)      |           |                                  |                                      |                      |                                       |
| 161                                                                                      | 12        | Thomas Sullivan Magnum der Erste | Resolutions (1)                      | 1. Mai 1988          | 20. Okt. 1991                         |
| – Anmerkungen: – Alternativtitel (RTL): Die Lösung Teil 1 (6. Juni 1997)                 |           |                                  |                                      |                      |                                       |
| 162                                                                                      | 13        | Happy End                        | Resolutions (2)                      | 1. Mai 1988          | 20. Okt. 1991                         |
| – Anmerkungen: – Alternativtitel (RTL): Die Lösung Teil 2 (9. Juni 1997)                 |           |                                  |                                      |                      |                                       |